# Liste von historischen Objekten in der Freiburger Altstadt
Objekte in der als Gesamtanlage geschützten Altstadt der Stadt Freiburg im Breisgau. Die Altstadt Freiburgs ist eine von über 100 Gesamtanlagen, die nach § 19 des baden-württembergischen Denkmalschutzgesetzes geschützt sind. Hierbei sind nicht nur einzelne Kulturdenkmale geschützt, sondern das Erscheinungsbild der gesamten Anlage mit dem historischen Grundriss und der Infrastruktur, wie Straßen, Plätze und Grünanlagen.

## A
| Bild | Adresse\|                                   | Objekt | Schutzstatus                                   | #   |
| ---- | ------------------------------------------- | --- | ---------------------------------------------- | --- |
|      | ⊙ Adelhauser Klosterplatz                   | Gänsemännle-Brunnen, Kopie eines Brunnens von Joseph von Kopf von 1850 aus der Werkstatt von Alois Knittel für den Freiburger Kartoffelmarkt; Delphine am Brunnenstock vermutlich von Julius Seitz (1909); Original-Gänsemännle (seit den 1920er-Jahren im Augustinermuseum) entstand nach Vorbild des Ganswürgers von Boethos von Kalchedon | Kulturdenkmal gem. § 2 DSchG (Kleindenkmal)    | 1   |
|      | ⊙ Adelhauser Straße 3                       | Wohnhaus mit Laden |                                                | 2   |
|      | ⊙ Adelhauser Straße 5                       | Wohnhaus |                                                | 3   |
|      | ⊙ Adelhauser Straße 7                       | Wohnhaus |                                                | 4   |
|      | ⊙Adelhauser Straße 7a                       | Wohnhaus |                                                | 5   |
|      | ⊙Adelhauser Straße 7b                       | Wohnhaus mit Laden |                                                | 6   |
|      | ⊙Adelhauser Straße 7c                       | Wohnhaus mit Laden |                                                | 7   |
|      | ⊙ Adelhauser Straße 8                       | Wohnhaus mit Laden | Kulturdenkmal gem. § 12 DSchG (Gebäude)        | 8   |
|      | Adelhauser Straße 10                        | Wohnhaus | Kulturdenkmal gem. § 12 DSchG (Gebäude)        | 9   |
|      | Adelhauser Straße 10 a                      | Ehem. Remise, Stadl |                                                | 10  |
|      | Adelhauser Straße 12                        | Wohnhaus mit Nebengebäude | Kulturdenkmal gem. § 2 DSchG (Sachgesamtheit)  | 11  |
|      | Adelhauser Straße 14, 16 u. Marienstraße 10 | Wohnhaus mit Laden | Kulturdenkmal gem. § 2 DSchG (Gebäude)         | 12  |
|      | ⊙ Adelhauser Straße 16                      | Wohnhaus mit Laden Ecke Marienstraße | Kulturdenkmal gem. § 2 DSchG (Gebäude)         | 12a |
|      | Adelhauser Straße 14, 16 u. Marienstraße 10 | Wohnhäuser | Kulturdenkmal gem. § 2 DSchG (Gebäude)         | 13  |
|      | ⊙ Adelhauser Straße 19                      | Wohnhaus |                                                | 14  |
|      | Adelhauser Straße 20                        | Giebelwand | Kulturdenkmal gem. § 2 DSchG (Bauteil)         | 15  |
|      | Adelhauser Straße 20a                       | Wohnhaus, Ehem. Scheune | Kulturdenkmal gem. § 2 DSchG (Gebäude)         | 16  |
|      | ⊙ Adelhauser Straße 21                      | Wohnhaus |                                                | 17  |
|      | ⊙ Adelhauser Straße 22                      | Wohnhaus |                                                | 17a |
|      | ⊙ Adelhauser Straße 24                      | Wohnhaus |                                                | 17b |
|      | Adelhauser Straße 29, 31, 31a               | Keller des Hauses zum krummen Eck | Kulturdenkmal gem. § 2 DSchG (Bauteil)         | 18  |
|      | ⊙ Adelhauser Straße 33                      | Ehem. Adelhauser Kloster mit Klosterkirche | Kulturdenkmal gem. § 12 DSchG (Gebäude)        | 19  |
|      | Adlerstraße 1                               | Wohnhaus |                                                | 20  |
|      | Adlerstraße 2, Belfortstraße 40             | Wohnhaus |                                                | 21  |
|      | Adlerstraße 3                               | Wohnhaus |                                                | 22  |
|      | Adlerstraße 4                               | Wohnhaus | Kulturdenkmal gem. § 2 DSchG (Gebäude)         | 23  |
|      | Adlerstraße 5, 7                            | Doppelmietshaus | Kulturdenkmal gem. § 2 DSchG (Gebäude)         | 24  |
|      | Adlerstraße 9                               | Wohnhaus | Kulturdenkmal gem. § 2 DSchG (Gebäude)         | 25  |
|      | Adlerstraße 10                              | Wohnhaus |                                                | 26  |
|      | Adlerstraße 10                              | Wohnhaus |                                                | 27  |
|      | Adlerstraße 11, 13                          | Doppelhaus | Kulturdenkmal gem. § 2 DSchG (Gebäude)         | 24  |
|      | Adlerstraße 12                              | Ehem. Betriebsgebäude Grether-Werke |                                                | 25  |
|      | Adlerstraße 12a                             | Ehem. Betriebsgebäude Grether-Werke |                                                | 26  |
|      | Adlerstraße 15, Gretherstraße 3, 5, 7       | Arbeiterwohnhäuser | Kulturdenkmal gem. § 2 DSchG (Gebäude)         | 27  |
|      | ⊙ Am Karlsplatz 2                           | Verwaltungs- und Bürogebäude |                                                | 28  |
|      | ⊙ Am Karlsplatz 6                           | Wohnhaus |                                                | 29  |
|      | ⊙ An der Mehlwaage 2                        | Wohn- und Geschäftshaus, Ehem. Badhaus | Kulturdenkmal gem. § 2 DSchG (Gebäude)         | 30  |
|      | Auf der Zinnen 4                            | Wohn- und Geschäftshaus |                                                | 31  |
|      | ⊙ Augustinerplatz 1, 3, Salzstraße 32       | Ehem. Augustinerkloster, heute Augustinermuseum | Kulturdenkmal gem. § 12 DSchG (Sachgesamtheit) | 32  |
|      | ⊙ Augustinerplatz 1, 3, Salzstraße 32       | Ehem. Augustinerkloster, heute Augustinermuseum | Kulturdenkmal gem. § 12 DSchG (Sachgesamtheit) | 33  |

## B
| Bild | Adresse\|                                       | Objekt                                                                         | Schutzstatus                                   | #   |
| ---- | ----------------------------------------------- | ------------------------------------------------------------------------------ | ---------------------------------------------- | --- |
|      | Belfortstraße 13, 15, 17                        | Wohnhaus                                                                       | Kulturdenkmal gem. § 2 DSchG (Gebäude)         | 34  |
|      | Belfortstraße 14                                | Wohnhaus, heute Universitätsgebäude                                            | Kulturdenkmal gem. § 2 DSchG (Gebäude)         | 35  |
|      | Belfortstraße 16                                | Wohnhaus, heute Universitätsgebäude                                            | Kulturdenkmal gem. § 2 DSchG (Gebäude)         | 36  |
|      | Belfortstraße 18                                | Wohnhaus, heute Universitätsgebäude                                            | Kulturdenkmal gem. § 2 DSchG (Gebäude)         | 37  |
|      | Belfortstraße 20                                | Wohnhaus, heute Universitätsgebäude                                            |                                                | 38  |
|      | Belfortstraße 22                                | Wohnhaus, heute Universitätsgebäude                                            |                                                | 39  |
|      | Belfortstraße 23                                | Wohnhaus                                                                       |                                                | 40  |
|      | Belfortstraße 24                                | Wohnhaus, heute Universitätsgebäude                                            |                                                | 41  |
|      | Belfortstraße 25                                | Wohnhaus                                                                       |                                                | 42  |
|      | Belfortstraße 27                                | Wohn- und Geschäftshaus mit Ausstattung                                        | Kulturdenkmal gem. § 2 DSchG (Gebäude)         | 43  |
|      | Belfortstraße 29                                | Wohnhaus                                                                       |                                                | 44  |
|      | Belfortstraße 30, Im Grün 2, Wilhelmstraße 5, 7 | Wohnhaus                                                                       | Kulturdenkmal gem. § 2 DSchG (Gebäude)         | 45  |
|      | Belfortstraße 30, Im Grün 2, Wilhelmstraße 5, 7 | Wohnhaus                                                                       | Kulturdenkmal gem. § 2 DSchG (Gebäude)         | 46  |
|      | Belfortstraße 30, Im Grün 2, Wilhelmstraße 5, 7 | Wohnhaus                                                                       | Kulturdenkmal gem. § 2 DSchG (Gebäude)         | 47  |
|      | Belfortstraße 31                                | Wohnhaus                                                                       |                                                | 48  |
|      | Belfortstraße 33, Wilhelmstraße 09              | Wohnhaus                                                                       | Kulturdenkmal gem. § 2 DSchG (Gebäude)         | 49  |
|      | Belfortstraße 35                                | Wohnhaus                                                                       |                                                | 50  |
|      | Belfortstraße 37                                | Wohnhaus                                                                       |                                                | 51  |
|      | Belfortstraße 38                                | Wohnhaus, Ehem. Gastwirtschaft                                                 |                                                | 52  |
|      | Belfortstraße 39                                | Wohnhaus (mit Laden)                                                           |                                                | 53  |
|      | Belfortstraße 41                                | Wohnhaus                                                                       |                                                | 54  |
|      | Belfortstraße 43, 45                            | Wohnhäuser                                                                     |                                                | 55  |
|      | Belfortstraße 44                                | Wohnhaus                                                                       |                                                | 56  |
|      | Belfortstraße 46                                | Wohnhaus mit Ausstattung                                                       | Kulturdenkmal gem. § 2 DSchG (Gebäude)         | 57  |
|      | Belfortstraße 47, 49 und 51                     | Wohnhäuser                                                                     |                                                | 58  |
|      | Belfortstraße 48                                | Wohnhaus                                                                       |                                                | 59  |
|      | Belfortstraße 50                                | Wohnhaus                                                                       |                                                | 60  |
|      | Belfortstraße 52                                | Wohnhaus mit Gaststätte                                                        | Kulturdenkmal gem. § 2 DSchG (Gebäude)         | 61  |
|      | Belfortstraße 55                                | Wohnhaus mit Laden                                                             | Kulturdenkmal gem. § 2 DSchG (Gebäude)         | 62  |
|      | Bertoldstraße 10, Universitätsstraße 08         | Wohn- und Geschäftshaus                                                        |                                                | 63  |
|      | ⊙ Bertoldstraße 12                              | Wohn- und Geschäftshaus                                                        |                                                | 63a |
|      | ⊙ Bertoldstraße 14                              | Wohn- und Geschäftshaus                                                        |                                                | 63b |
|      | ⊙ Bertoldstraße 16                              | Wohn- und Geschäftshaus                                                        |                                                | 63c |
|      | ⊙ Bertoldstraße 17, 17a, Brunnenstraße 1        | Jesuitenkolleg, Alte Universität                                               | Kulturdenkmal gem. § 12 DSchG (Sachgesamtheit) | 64  |
|      | ⊙ Bertoldstraße 17, 17a, Brunnenstraße 1        | Jesuitenkolleg, Alte Universität                                               | Kulturdenkmal gem. § 12 DSchG (Sachgesamtheit) | 65  |
|      | Bertoldstraße 17, 17a, Brunnenstraße 1          | Brunnen                                                                        |                                                | 66  |
|      | ⊙ Bertoldstraße 18                              | Wohn- und Geschäftshaus, Café                                                  |                                                | 67  |
|      | ⊙ Bertoldstraße 19                              | Wohn- und Geschäftshaus, Café                                                  |                                                | 67a |
|      | ⊙ Bertoldstraße 20                              | Wohn- und Geschäftshaus                                                        |                                                | 67b |
|      | ⊙ Bertoldstraße 21                              | Wohn- und Geschäftshaus                                                        |                                                | 68  |
|      | Bertoldstraße 22                                | Wohn- und Geschäftshaus                                                        |                                                | 68  |
|      | ⊙ Bertoldstraße 23                              | Wohn- und Geschäftshaus                                                        |                                                | 69  |
|      | ⊙ Bertoldstraße 25                              | Wohn- und Geschäftshaus                                                        |                                                | 69a |
|      | ⊙ Bertoldstraße 26                              | Wohn- und Geschäftshaus                                                        |                                                | 70  |
|      | ⊙ Bertoldstraße 26 (bei)                        | Brunnen                                                                        | Kulturdenkmal gem. § 2 DSchG (Kleindenkmal)    | 71  |
|      | ⊙ Bertoldstraße 27                              | Wohn- und Geschäftshaus                                                        | Kulturdenkmal gem. § 2 DSchG (Sachgesamtheit)  | 71a |
|      | ⊙ Bertoldstraße 29                              | Wohn- und Geschäftshaus                                                        | Kulturdenkmal gem. § 2 DSchG (Sachgesamtheit)  | 71b |
|      | ⊙ Bertoldstraße 31                              | Wohn- und Geschäftshaus                                                        | Kulturdenkmal gem. § 2 DSchG (Sachgesamtheit)  | 71c |
|      | Bertoldstraße 43                                | Verwaltungsgebäude mit Grünfläche                                              | Kulturdenkmal gem. § 2 DSchG (Sachgesamtheit)  | 72  |
|      | Bertoldstraße 43                                | Verwaltungsgebäude mit Grünfläche Architekten: Linde, Schilling und Hiß        | Kulturdenkmal gem. § 2 DSchG (Sachgesamtheit)  | 73  |
|      | Bertoldstraße 45                                | Büro- und Geschäftsgebäude                                                     |                                                | 74  |
|      | ⊙ Bertoldstraße 46                              | Stadttheater mit Vorplatz                                                      | Kulturdenkmal gem. § 2 DSchG (Gebäude)         | 75  |
|      | ⊙ Bertoldstraße 46                              | Stadttheater, sog. Kleines Haus                                                | Kulturdenkmal gem. § 2 DSchG (Gebäude)         | 76  |
|      | Bertoldstraße 47                                | Wohn- und Geschäftshaus                                                        |                                                | 77  |
|      | Bertoldstraße 51                                | Wohn- und Geschäftshaus                                                        | Kulturdenkmal gem. § 2 DSchG (Gebäude)         | 78  |
|      | Bertoldstraße 53                                | Wohn- und Geschäftshaus                                                        | Kulturdenkmal gem. § 2 DSchG (Gebäude)         | 79  |
|      | Bertoldstraße 55, 57 und 59                     | Verwaltungs- und Bürogebäude                                                   |                                                | 80  |
|      | Bertoldstraße 61 Fassade des                    | Wohnhauses                                                                     | Kulturdenkmal gem. § 2 DSchG (Bauteil)         | 81  |
|      | Bertoldstraße 63                                | Wohn- und Geschäftshaus                                                        | Kulturdenkmal gem. § 12 DSchG (Gebäude)        | 82  |
|      | Bismarckallee 16                                | Wohnhaus mit Ausstattung, Vorgarten und Einfriedung Architekt: Friedrich Ploch | Kulturdenkmal gem. § 2 DSchG (Sachgesamtheit)  | 83  |
|      | Bismarckallee 18                                | Bankgebäude Architekt: Günter Balser                                           |                                                | 84  |
|      | ⊙ Bismarckallee 18 (vor)                        | Skulptur von Giancarlo Sangregorio, Granit/Marmor, 1975                        |                                                | 85  |
|      | ⊙ Brunnenstraße 1                               | Wand Brunnen                                                                   | Kulturdenkmal gem. § 2 DSchG (Bauteil/Objekt)  | 86  |

## C
| Bild | Adresse\|                             | Objekt                                     | Schutzstatus                                  | #  |
| ---- | ------------------------------------- | ------------------------------------------ | --------------------------------------------- | -- |
|      | ⊙ Colombistraße 1, Eisenbahnstraße 35 | Fassade Hotel Post Architekt: Josef Nerbel | Kulturdenkmal gem. § 2 DSchG (Bauteil/Objekt) | 87 |
|      | ⊙ Colombistraße 3                     | Wohnhaus                                   | Kulturdenkmal gem. § 2 DSchG (Gebäude)        | 88 |
|      | ⊙ Colombistraße 5                     | Wohnhaus                                   | Kulturdenkmal gem. § 2 DSchG (Gebäude)        | 89 |

## D
| Bild | Adresse\|                          | Objekt                                                                        | Schutzstatus                                | #   |
| ---- | ---------------------------------- | ----------------------------------------------------------------------------- | ------------------------------------------- | --- |
|      | ⊙ Dreisamstraße 3                  | Pauluskirche                                                                  |                                             | 90  |
|      | ⊙ Dreisamstraße 9a (vor)           | Brunnen                                                                       | Kulturdenkmal gem. § 2 DSchG (Kleindenkmal) | 91  |
|      | ⊙ Dreisamstraße 11                 | Wohnhaus                                                                      | Kulturdenkmal gem. § 2 DSchG (Gebäude)      | 92  |
|      | ⊙ Dreisamstraße 13                 | Wohnhaus                                                                      |                                             | 93  |
|      | ⊙ Dreisamstraße 15                 | Ehem. St. Elisabethen-Krankenhaus Architekt: Max Meckel und Carl Anton Meckel | Kulturdenkmal gem. § 2 DSchG (Gebäude)      | 94  |
|      | ⊙ Dreisamstraße 17                 | Ehem. St. Elisabethen-Krankenhaus Architekt: Max Meckel und Carl Anton Meckel | Kulturdenkmal gem. § 2 DSchG (Gebäude)      | 94a |
|      | ⊙ Dreisamstraße 19                 | Ehem. St. Elisabethen-Krankenhaus Architekt: Max Meckel und Carl Anton Meckel | Kulturdenkmal gem. § 2 DSchG (Gebäude)      | 94b |
|      | ⊙ Dreisamstraße 21, Marienstraße 4 | Ehem. Marienbad, heute Theater und Ausstellungsbau Architekt: Joseph Ruh      | Kulturdenkmal gem. § 2 DSchG (Gebäude)      | 95  |
|      | ⊙ Dreisamstraße 23                 | Wohnhaus, Doppelhaushälfte                                                    |                                             | 96  |
|      | ⊙ Dreisamstraße 25                 | Wohnhaus, Doppelhaushälfte                                                    |                                             | 97  |
|      | ⊙ Dreisamstraße 27                 | Wohnhaus                                                                      |                                             | 98  |
|      | ⊙ Dreisamstraße 29                 | Wohnhaus                                                                      | Kulturdenkmal gem. § 2 DSchG (Gebäude)      | 99  |
|      | ⊙ Dreisamstraße 31                 | Wohnhaus, Doppelhaushälfte                                                    | Kulturdenkmal gem. § 2 DSchG (Gebäude)      | 100 |
|      | ⊙ Dreisamstraße 33                 | Wohnhaus, Doppelhaushälfte                                                    | Kulturdenkmal gem. § 2 DSchG (Gebäude)      | 101 |
|      | ⊙ Dreisamstraße 35                 | Wohnhaus                                                                      | Kulturdenkmal gem. § 2 DSchG (Gebäude)      | 102 |
|      | ⊙ Dreisamstraße 37                 | Wohnhaus                                                                      | Kulturdenkmal gem. § 2 DSchG (Gebäude)      | 103 |

## E
| Bild | Adresse\|                                   | Objekt | Schutzstatus                                  | #    |
| ---- | ------------------------------------------- | --- | --------------------------------------------- | ---- |
|      | Eisenbahnstraße 41                          | Büro- und Geschäftshaus |                                               | 104  |
|      | Eisenbahnstraße 43                          | Wohnhaus mit Gaststätte |                                               | 105  |
|      | Eisenbahnstraße 54                          | Hotel Viktoria |                                               | 106  |
|      | ⊙ Eisenbahnstraße 56                        | Verwaltungsgebäude, Ehem. Rheinische Creditbank Architekt: Albert Speer | Kulturdenkmal gem. § 2 DSchG (Gebäude)        | 107  |
|      | ⊙Eisenbahnstraße 58, 60 und 62              | Verwaltungs- und Bürogebäude |                                               | 108  |
|      | ⊙ Eisenstraße 2 (Flst.Nr. 0-922/1, 0-923/1) | Keller mit Behelfsgebäude aus der Wiederaufbauzeit. Architekt: Carl Wassmer | Kulturdenkmal gem. § 2 DSchG (Gebäude)        | 108a |
|      | ⊙ Eisenstraße 4                             | Wohnhaus, Geschäft. | Kulturdenkmal gem. § 2 DSchG (Gebäude)        | 109  |
|      | ⊙ Engelstraße 01                            | Neue Synagoge: Die Freiburger Synagoge wurde in den Jahren 1985 bis 1987 nach Plänen der Architekten Hermann Backhaus und Harro Wolf Brosinski in unmittelbarer Nachbarschaft des Freiburger Münsters auf einem von der Stadt kostenlos überlassenen Grundstück errichtet. Die Lage im Zentrum der historischen Altstadt wurde ganz bewusst gewählt. Der postmoderne Sakralbau hat einen sechseckigen Grundriss und ist mit einem Zeltdach bedeckt. Zwei eichene Türflügel mit wertvollen Schnitzarbeiten aus der Alten Synagoge von 1870 wurden in das neue Gotteshaus eingebaut und bilden den Eingang zum Betsaal. |                                               | 110  |
|      | ⊙ Erasmusstraße 10                          | Wohnhaus Architekt: Albert Thumb | Kulturdenkmal gem. § 2 DSchG (Gebäude)        | 111  |
|      | ⊙ Erasmusstraße 12                          | Wohnhaus |                                               | 112  |
|      | ⊙ Erasmusstraße 14                          | Wohnhaus |                                               | 112a |
|      | ⊙ Erasmusstraße 12 (vor) (Flst.Nr. 0-1560)  | Brunnen | Kulturdenkmal gem. § 2 DSchG (Bauteil/Objekt) | 113  |
|      | Erasmusstraße 14                            | Wohnhaus, heute Bürogebäude |                                               | 114  |
|      | ⊙ Erbprinzenstraße 1                        | Büro- und Geschäftshaus |                                               | 114a |
|      | ⊙ Erbprinzenstraße 2                        | Wohnhaus Architekten: Hopp & Hofmann | Kulturdenkmal gem. § 2 DSchG (Gebäude)        | 115  |
|      | ⊙ Erbprinzenstraße 2 a                      | Wohnhaus | Kulturdenkmal gem. § 12 DSchG (Gebäude)       | 116  |
|      | ⊙ Erbprinzenstraße 3                        | Wohnhaus, heute Bürogebäude |                                               | 117  |
|      | ⊙ Erbprinzenstraße 4                        | Wohnhaus, Doppelwohnhaus | Kulturdenkmal gem. § 2 DSchG (Gebäude)        | 118  |
|      | ⊙ Erbprinzenstraße 5                        | Wohnhaus |                                               | 119  |
|      | ⊙ Erbprinzenstraße 6                        | Wohnhaus, Doppelwohnhaus | Kulturdenkmal gem. § 2 DSchG (Gebäude)        | 119a |
|      | ⊙ Erbprinzenstraße 7                        | Wohnhaus |                                               | 120  |
|      | ⊙ Erbprinzenstraße 8                        | Wohnhaus | Kulturdenkmal gem. § 2 DSchG (Gebäude)        | 121  |
|      | ⊙ Erbprinzenstraße 9                        | Wohnhaus |                                               | 122  |
|      | ⊙ Erbprinzenstraße 10                       | Wohnhaus |                                               | 123  |
|      | ⊙ Erbprinzenstraße 11                       | Wohnhaus | Kulturdenkmal gem. § 2 DSchG (Gebäude)        | 124  |
|      | ⊙ Erbprinzenstraße 12                       | Wohnhaus |                                               | 124a |
|      | ⊙ Erbprinzenstraße 13                       | Doppelwohnhaus | Kulturdenkmal gem. § 2 DSchG (Gebäude)        | 125  |
|      | ⊙ Erbprinzenstraße 14                       | Doppelwohnhaus mit Ausstattung | Kulturdenkmal gem. § 2 DSchG (Gebäude)        | 126  |
|      | ⊙ Erbprinzenstraße 15                       | Doppelwohnhaus | Kulturdenkmal gem. § 2 DSchG (Gebäude)        | 126a |
|      | ⊙ Erbprinzenstraße 15a                      | Wohnhaus |                                               | 126a |
|      | Erbprinzenstraße 16                         | Doppelwohnhaus mit Ausstattung | Kulturdenkmal gem. § 2 DSchG (Gebäude)        | 126b |
|      | Erbprinzenstraße 17                         | Villa | Kulturdenkmal gem. § 2 DSchG (Gebäude)        | 127  |
|      | Erbprinzenstraße 17a                        | Villa Bühne mit Rückgebäude und Tor, heute Universität | Kulturdenkmal gem. § 2 DSchG (Gebäude)        | 128  |
|      | Erbprinzenstraße 18, 20                     | Wohnhaus Architekt: Matthias Vohl | Kulturdenkmal gem. § 2 DSchG (Gebäude)        | 129  |
|      | Erbprinzenstraße 21, 23, Wilhelmstraße 18   | Wohnhäuser |                                               | 130  |
|      | Erbprinzenstraße 22                         | Wohnhaus |                                               | 131  |
|      | ⊙ Europaplatz (Flst.Nr. 0-1/3)              | Siegesdenkmal | Kulturdenkmal gem. § 2 DSchG (Bauteil/Objekt) | 159  |
|      | ⊙ Europaplatz 1                             | Verwaltungsgebäude, sog. Karlskaserne | Kulturdenkmal gem. § 2 DSchG (Gebäude)        | 295  |

## F
| Bild | Adresse\|                                         | Objekt                                                                          | Schutzstatus                                   | #    |
| ---- | ------------------------------------------------- | ------------------------------------------------------------------------------- | ---------------------------------------------- | ---- |
|      | ⊙Fahnenbergplatz                                  | Gedenkstein Unvergessene Heimat                                                 | KulturdenkmaDSchG (Bauteil/Objekt)             | 132  |
|      | Fahnenbergplatz                                   | Stele Berlin                                                                    | KulturdenkmaDSchG (Bauteil/Objekt)             | 132a |
|      | Fahnenbergplatz 06                                | Bürogebäude                                                                     |                                                | 133  |
|      | Faulerstraße 2, Wilhelmstraße 01                  | Villa Eskdale, auch Villa Malcolm mit Park                                      | Kulturdenkmal gem. § 2 DSchG (Gebäude)         | 134  |
|      | Faulerstraße 04, 06, 08                           | Wohnhaus                                                                        | Kulturdenkmal gem. § 2 DSchG (Gebäude)         | 135  |
|      | Faulerstraße 10, 12                               | Wohnhaus mit Rückgebäude                                                        | Kulturdenkmal gem. § 2 DSchG (Sachgesamtheit)  | 136  |
|      | Faulerstraße 20                                   | Ehem. Betriebsgebäude                                                           |                                                | 137  |
|      | Fischerau 04, Adelhauser Straße 05                | Wohnhaus, Rückgebäude und Hof                                                   | Kulturdenkmal gem. § 2 DSchG (Sachgesamtheit)  | 138  |
|      | Fischerau 04, Adelhauser Straße 05                | Wohnhaus, Rückgebäude und Hof                                                   | Kulturdenkmal gem. § 2 DSchG (Sachgesamtheit)  | 139  |
|      | Fischerau 06, Adelhauser Straße 07                | Wohnhaus, Rückgebäude und Hof                                                   | Kulturdenkmal gem. § 2 DSchG (Sachgesamtheit)  | 140  |
|      | Fischerau 06, Adelhauser Straße 07                | Wohnhaus, Rückgebäude und Hof                                                   | Kulturdenkmal gem. § 2 DSchG (Sachgesamtheit)  | 141  |
|      | Fischerau 08                                      | Wohnhaus mit Gaststätte, Haus zum Fischereck                                    | Kulturdenkmal gem. § 2 DSchG (Gebäude)         | 142  |
|      | Fischerau 10                                      | Wohnhaus mit Laden, Haus zum schönen Berg                                       | Kulturdenkmal gem. § 2 DSchG (Gebäude)         | 143  |
|      | Fischerau 12, Adelhauser Straße 07 c              | Wohnhaus, Haus zum schwarzen Hafen mit Rückgebäude                              | Kulturdenkmal gem. § 2 DSchG (Sachgesamtheit)  | 144  |
|      | Fischerau 12, Adelhauser Straße 07 c              | Wohnhaus, Haus zum schwarzen Hafen mit Rückgebäude                              | Kulturdenkmal gem. § 2 DSchG (Sachgesamtheit)  | 145  |
|      | Fischerau 14                                      | Wohnhaus mit Laden, Ehem. Doppelhaus                                            |                                                | 146  |
|      | Fischerau 16                                      | Wohnhaus                                                                        |                                                | 147  |
|      | Fischerau 18                                      | Wohnhaus                                                                        |                                                | 148  |
|      | Fischerau 30                                      | Wohnhaus mit Ehem. Werkstatt, Laden                                             | Kulturdenkmal gem. § 2 DSchG (Gebäude)         | 149  |
|      | Fischerau 32                                      | Wohnhaus, Haus zum Börsich                                                      | Kulturdenkmal gem. § 2 DSchG (Gebäude)         | 150  |
|      | ⊙Franziskanerstraße 03                            | Ehem. Stadtpalais Haus zum Walfisch Architekt: Max Meckel, Carl Anton Meckel    | Kulturdenkmal gem. § 12 DSchG (Sachgesamtheit) | 151  |
|      | ⊙Franziskanerstraße 03                            | Erweiterungsbau an der Gauchstraße Architekt: Max Meckel, Carl Anton Meckel     | Kulturdenkmal gem. § 12 DSchG (Sachgesamtheit) | 152  |
|      | ⊙ Franziskanerstraße 03 (hinter)                  | sog. Meckel-Halle an der Gauchstraße Architekt: Max Meckel, Carl Anton Meckel   | Kulturdenkmal gem. § 12 DSchG (Sachgesamtheit) | 153  |
|      | ⊙ Franziskanerstraße 03 (neben)                   | Erweiterungsbau an der Franziskanerstraße                                       | Kulturdenkmal gem. § 12 DSchG (Sachgesamtheit) | 154  |
|      | ⊙Franziskanerstraße 5, 7                          | Bankgebäude, Hauptgebäude                                                       | Kulturdenkmal gem. § 12 DSchG (Sachgesamtheit) | 155  |
|      | ⊙ Franziskanerstraße 5, 7                         | Rückgebäude an der Gauchstraße                                                  | Kulturdenkmal gem. § 12 DSchG (Sachgesamtheit) | 156  |
|      | Franziskanerstraße 3 (zu), Kaiser-Joseph-Str. 186 | Geschäftshaus                                                                   | Kulturdenkmal gem. § 12 DSchG (Sachgesamtheit) | 157  |
|      | ⊙ Franziskanerstraße 9                            | Wohnhaus mit Rückgebäude, Haus zum Pilgerstab                                   | Kulturdenkmal gem. § 12 DSchG (Sachgesamtheit) | 158  |
|      | Friedrichring 30                                  | Wohn- und Geschäftsgebäude, Bankhaus                                            |                                                | 160  |
|      | Friedrichring 37                                  | Wohn- und Bürogebäude, Sprachschule                                             |                                                | 161  |
|      | ⊙ Friedrichstraße 39                              | Verwaltungsgebäude, heute Universitätsgebäude (Rektorat) Architekt: Frank Beyer | Kulturdenkmal gem. § 2 DSchG (Gebäude)         | 162  |

## G
| Bild | Adresse\|                                         | Objekt                                                                          | Schutzstatus                                  | #    |
| ---- | ------------------------------------------------- | ------------------------------------------------------------------------------- | --------------------------------------------- | ---- |
|      | ⊙ Kaiser-Joseph-Str. 264, Rempartstr. 2           | Wohn- und Geschäftshaus, Gartenstr. 1, 3, Kaiser-Joseph-Str. 264, Rempartstr. 2 | Kulturdenkmal gem. § 2 DSchG (Gebäude)        | 163  |
|      | ⊙ Gartenstr. 1                                    | Wohn- und Geschäftshaus, Gartenstr. 1, 3, Kaiser-Joseph-Str. 264, Rempartstr. 2 | Kulturdenkmal gem. § 2 DSchG (Gebäude)        | 163  |
|      | ⊙ Gartenstr. 3                                    | Wohn- und Geschäftshaus, Gartenstr. 1, 3, Kaiser-Joseph-Str. 264, Rempartstr. 2 | Kulturdenkmal gem. § 2 DSchG (Gebäude)        | 163  |
|      | ⊙ Gartenstraße 2, Rempartstraße 2, 4              | Breisacher Tor, dann Schule, heute Bürohaus                                     | Kulturdenkmal gem. § 12 DSchG (Gebäude)       | 164  |
|      | ⊙ Gartenstraße 5                                  | Wohn- und Geschäftshaus                                                         | Kulturdenkmal gem. § 2 DSchG (Gebäude)        | 165  |
|      | ⊙ Gartenstraße 7                                  | Wohn- und Geschäftshaus                                                         | Kulturdenkmal gem. § 2 DSchG (Gebäude)        | 166  |
|      | ⊙ Gartenstraße 8                                  | Wohn- und Geschäftshaus Architekt: A. Krieger                                   | Kulturdenkmal gem. § 2 DSchG (Gebäude)        | 167  |
|      | ⊙ Gartenstraße 9                                  | Wohn- und Geschäftshaus                                                         | Kulturdenkmal gem. § 2 DSchG (Gebäude)        | 167a |
|      | ⊙ Gartenstraße 10                                 | Wohn- und Geschäftshaus Architekt: A. Krieger                                   | Kulturdenkmal gem. § 2 DSchG (Gebäude)        | 167b |
|      | ⊙ Gartenstraße 11                                 | Wohn- und Geschäftshaus Architekt: Joseph Ruh                                   | Kulturdenkmal gem. § 2 DSchG (Gebäude)        | 168  |
|      | ⊙ Gartenstraße 12                                 | Wohnhaus Architekt: R. Mühlbach                                                 | Kulturdenkmal gem. § 2 DSchG (Gebäude)        | 169  |
|      | ⊙ Gartenstraße 13, 15                             | Wohn- und Geschäftshaus Architekt: A. Eisele                                    | Kulturdenkmal gem. § 2 DSchG (Gebäude)        | 170  |
|      | ⊙ Gartenstraße 14                                 | Wohnhaus Architekt: R. Mühlbach                                                 | Kulturdenkmal gem. § 2 DSchG (Gebäude)        | 170a |
|      | ⊙ Gartenstraße 17                                 | Wohnhaus Architekten: Christoph Arnold Nikolaus Geis                            | Kulturdenkmal gem. § 2 DSchG (Gebäude)        | 171  |
|      | ⊙ Gartenstraße 19                                 | Behelfsgebäude                                                                  |                                               | 172  |
|      | Gartenstraße 20                                   | Wohnhaus                                                                        |                                               | 173  |
|      | ⊙ Gartenstraße 21                                 | Wohnhaus                                                                        | Kulturdenkmal gem. § 2 DSchG (Gebäude)        | 174  |
|      | ⊙Gartenstraße 23                                  | Wohnhaus                                                                        | Kulturdenkmal gem. § 2 DSchG (Gebäude)        | 174a |
|      | Gartenstraße 28                                   | Wohnhaus, Bürohaus                                                              |                                               | 175  |
|      | Gartenstraße 29                                   | Wohnhaus                                                                        | Kulturdenkmal gem. § 2 DSchG (Gebäude)        | 176  |
|      | Gartenstraße 30                                   | Wohnhaus                                                                        | Kulturdenkmal gem. § 2 DSchG (Gebäude)        | 177  |
|      | Gartenstraße 32                                   | Wohnhaus                                                                        |                                               | 178  |
|      | Gartenstraße 32 (vor)                             | Brunnen                                                                         |                                               | 179  |
|      | ⊙ Gauchstraße 10                                  | Rathaus                                                                         |                                               | 179  |
|      | ⊙ Gerberau 01                                     | Wohn- und Geschäftshaus Architekt: Eisele                                       | Kulturdenkmal gem. § 2 DSchG (Gebäude)        | 180  |
|      | ⊙ Gerberau 02                                     | Keller des Hauses zum Dattelbaum                                                | Kulturdenkmal gem. § 2 DSchG (Bauteil/Objekt) | 181  |
|      | Gerberau 03 und 05                                | Wohn- und Geschäftshauser                                                       |                                               | 182  |
|      | ⊙ Gerberau 04                                     | Wohn- und Geschäftshaus, Haus zum schönen Berg Architekt: August Rotzler        | Kulturdenkmal gem. § 2 DSchG (Gebäude)        | 183  |
|      | Gerberau 05a                                      | Wohn- und Geschäftshaus Architekten: Walther, Jacobsen & Co                     | Kulturdenkmal gem. § 2 DSchG (Gebäude)        | 184  |
|      | Gerberau 06                                       | Wohnhaus                                                                        |                                               | 185  |
|      | Gerberau 07                                       | Wohn- und Geschäftshaus Architekt: Carl Lurk                                    | Kulturdenkmal gem. § 2 DSchG (Gebäude)        | 186  |
|      | Gerberau 07a                                      | Wohn- und Geschäftshaus                                                         | Kulturdenkmal gem. § 2 DSchG (Gebäude)        | 187  |
|      | Gerberau 07b                                      | Wohn- und Geschäftshaus                                                         | Kulturdenkmal gem. § 2 DSchG (Gebäude)        | 188  |
|      | Gerberau 08                                       | Wohn- und Geschäftshaus                                                         | Kulturdenkmal gem. § 2 DSchG (Gebäude)        | 189  |
|      | ⊙ Gerberau 09                                     | Wohn- und Geschäftshaus                                                         | Kulturdenkmal gem. § 2 DSchG (Gebäude)        | 190  |
|      | ⊙ Gerberau 09a                                    | Wohn- und Geschäftshaus                                                         | Kulturdenkmal gem. § 2 DSchG (Gebäude)        | 191  |
|      | Gerberau 10                                       | Wohn- und Geschäftshaus                                                         |                                               | 192  |
|      | ⊙ Gerberau 11                                     | Wohnhaus                                                                        | Kulturdenkmal gem. § 2 DSchG (Gebäude)        | 193  |
|      | ⊙ Gerberau 15                                     | Alemannische Bühne, Ehem. Feierlingbräu                                         |                                               | 194  |
|      | Gerberau 15a (gegenüber Gerberau 46)              | Gebäude und Gastgarten des Feierlingbräus                                       |                                               | 195  |
|      | ⊙ Gerberau 17                                     | Wohnhaus mit Laden                                                              |                                               | 196  |
|      | Gerberau 20                                       | Wohn- und Geschäftshaus, vormals Haus zum Essigkrug Architekt: August Rotzler   | Kulturdenkmal gem. § 2 DSchG (Gebäude)        | 197  |
|      | ⊙ Gerberau 21                                     | Torbogen und Inschriftstein                                                     | Kulturdenkmal gem. § 2 DSchG (Bauteil/Objekt) | 198  |
|      | Gerberau 22                                       | Hotel, Markgräfler Hof                                                          | Kulturdenkmal gem. § 2 DSchG (Gebäude)        | 199  |
|      | Gerberau 26                                       | Wohn- und Geschäftshaus Architekt: Albert Stadelbauer                           | Kulturdenkmal gem. § 2 DSchG (Gebäude)        | 200  |
|      | ⊙ Gerberau 26 (neben)                             | Mosaik                                                                          | Kulturdenkmal gem. § 2 DSchG (Bauteil/Objekt) | 201  |
|      | ⊙ Gerberau 28 Architekt: Joseph Ruh               | Doppelwohnhaus                                                                  | Kulturdenkmal gem. § 2 DSchG (Gebäude)        |      |
|      | ⊙ Gerberau 28 a                                   | Doppelwohnhaus Architekt: Joseph Ruh                                            | Kulturdenkmal gem. § 2 DSchG (Gebäude)        | 202  |
|      | ⊙ Gerberau 30                                     | Ehem. St. Lamprechts Pfründhaus                                                 | Kulturdenkmal gem. § 2 DSchG (Gebäude)        | 203  |
|      | ⊙ Gerberau 32                                     | Museum für Völkerkunde, Ehem. Schule Architekt: Stadtbaumeister Jakob Straub    | Kulturdenkmal gem. § 2 DSchG (Gebäude)        | 204  |
|      | ⊙ Gerberau 34                                     | Wohnhaus mit Laden, Ehem. Spital, Haus zum unteren Pflug                        | Kulturdenkmal gem. § 2 DSchG (Gebäude)        | 205  |
|      | ⊙ Gerberau 36                                     | Wohn- und Geschäftshaus                                                         | Kulturdenkmal gem. § 2 DSchG (Gebäude)        | 206  |
|      | ⊙ Gerberau 38                                     | Wohn- und Geschäftshaus, Haus zum Schäfer                                       | Kulturdenkmal gem. § 2 DSchG (Gebäude)        | 207  |
|      | ⊙ Gerberau 40                                     | Wohn- und Geschäftshaus, Haus zur Sackpfeife                                    | Kulturdenkmal gem. § 2 DSchG (Gebäude)        | 208  |
|      | ⊙ Gerberau 42 und 42a                             | Wohn- und Geschäftshaus, Haus zum Weißen Schabeisen                             | Kulturdenkmal gem. § 2 DSchG (Gebäude)        | 209  |
|      | Gerberau 44                                       | Wohn- und Geschäftshaus                                                         | Kulturdenkmal gem. § 2 DSchG (Gebäude)        | 211  |
|      | ⊙, Insel 3                                        | Wohn- und Geschäftshaus                                                         | Kulturdenkmal gem. § 2 DSchG (Gebäude)        | 212  |
|      | ⊙ Gerberau 48, Insel 3                            | Wohn- und Geschäftshaus, Ehem. Schwabsbad                                       | Kulturdenkmal gem. § 2 DSchG (Gebäude)        | 213  |
|      | Granatgässle 3, Kartäuserstraße 2                 | Wohn- und Geschäftshaus, Hinterhaus                                             | Kulturdenkmal gem. § 2 DSchG (Gebäude)        | 214  |
|      | Granatgässle 3, Kartäuserstraße 2                 | Wohn- und Geschäftshaus, Hauptgebäude                                           | Kulturdenkmal gem. § 2 DSchG (Gebäude)        | 215  |
|      | Granatgässle 5, Kartäuserstraße 4                 | Wohn- und Geschäftshaus, Hinterhaus                                             | Kulturdenkmal gem. § 2 DSchG (Gebäude)        | 216  |
|      | Granatgässle 5, Kartäuserstraße 4                 | Wohn- und Geschäftshaus                                                         | Kulturdenkmal gem. § 2 DSchG (Gebäude)        | 217  |
|      | ⊙ Grünwälderstraße 01, 03, 05 und 07 Gasthaus und | Wohn- und Geschäftshaus, Großer Meyerhof Architekt: Julius von der Ohe          | Kulturdenkmal gem. § 2 DSchG (Gebäude)        | 218  |
|      | Grünwälderstraße 02 Architekt: Karl Lurk          | Geschäftshaus, Gastronomie,Haus zum Ryden                                       | Kulturdenkmal gem. § 2 DSchG (Gebäude)        | 219  |
|      | Grünwälderstraße 06                               | Keller des Hauses zum Mandelbaum                                                | Kulturdenkmal gem. § 2 DSchG (Bauteil/Objekt) | 220  |
|      | Grünwälderstraße 08                               | Wohn- und Geschäftshaus, Haus zum grünen Berg                                   | Kulturdenkmal gem. § 2 DSchG (Gebäude)        | 221  |
|      | Grünwälderstraße 09, 11, 13                       | Straßentrakt City-Einkaufspassage                                               |                                               | 222  |
|      | Grünwälderstraße 15                               | Magazin bzw. Beständehaus des Stadtarchivs                                      |                                               | 223  |
|      | Grünwälderstraße 16, 18                           | Fassade, Keller und Gastraum der Harmonie                                       | Kulturdenkmal gem. § 2 DSchG (Bauteil/Objekt) | 224  |
|      | Grünwälderstraße 20                               | Keller des Hauses zum Hörhorn                                                   | Kulturdenkmal gem. § 2 DSchG (Bauteil/Objekt) | 225  |
|      | Grünwälderstraße 21                               | Wohn- und Geschäftshaus                                                         | Kulturdenkmal gem. § 2 DSchG (Gebäude)        | 226  |
|      | Grünwälderstraße 22                               | Vorderhaus, Rückgebäude und Hof, Haus zum roten Speer                           | Kulturdenkmal gem. § 2 DSchG (Sachgesamtheit) | 227  |
|      | Grünwälderstraße 24                               | Fassade und Keller der Ehem. Zehntscheune                                       | Kulturdenkmal gem. § 2 DSchG (Bauteil/Objekt) | 228  |

## H
| Bild | Adresse\|                                                 | Objekt | Schutzstatus                                   | #     |
| ---- | --------------------------------------------------------- | --- | ---------------------------------------------- | ----- |
|      | ⊙ Habsburgerstraße 133, 135, Leopoldring 1                | Geschäftshaus, Merian Sautier’sches Haus Architekt: Christoph Arnold | Kulturdenkmal gem. § 2 DSchG (Gebäude)         | 229   |
|      | Hermannstraße (Flst.Nr. 0-1514)                           | Gartenhaus an der Befestigungsmauer | Kulturdenkmal gem. § 2 DSchG (Gebäude)         | 230   |
|      | Hermannstraße 3                                           | Geschosswohnungsbau |                                                | 231   |
|      | Hermannstraße 13                                          | Geschosswohnungsbau |                                                | 232   |
|      | Hermannstraße 15, 17                                      | Geschosswohnungsbau |                                                | 233   |
|      | ⊙ Herrenstraße 2                                          | Portale am Haus zur vorderen Wegwarte, Collegium Sapientiae aus dem Jahre 1501, 1780 durch Wentzinger umgebaut. Im Krieg zerstört. Beim Wiederaufbau Reste ins Haus integriert                                                              | Kulturdenkmal gem. § 2 DSchG (Bauteil/Objekt)  | 234   |
|      | ⊙ Herrenstraße 3                                          | Wohnhaus mit Laden |                                                | 235   |
|      | ⊙ Herrenstraße 5                                          | Wohnhaus mit Apotheke, Engel-Apotheke, Zum goldenen Fälklin vor 1391 |                                                | 236   |
|      | ⊙ Herrenstraße 9                                          | Wohnhäuser des Erzbischöflichen Domkapitels Architekten: Gregor Schroeder, Joseph Schlippe | Kulturdenkmal gem. § 2 DSchG (Sachgesamtheit)  | 237   |
|      | ⊙ Herrenstraße 11                                         | Wohnhäuser des Erzbischöflichen Domkapitels | Kulturdenkmal gem. § 2 DSchG (Sachgesamtheit)  | 237a  |
|      | ⊙ Herrenstraße 13                                         | Wohnhäuser des Erzbischöflichen Domkapitels | Kulturdenkmal gem. § 2 DSchG (Sachgesamtheit)  | 237b  |
|      | ⊙ Herrenstraße 15                                         | Wohnhäuser des Erzbischöflichen Domkapitels | Kulturdenkmal gem. § 2 DSchG (Sachgesamtheit)  | 237 a |
|      | ⊙ Herrenstraße 17                                         | Wohnhäuser des Erzbischöflichen Domkapitels | Kulturdenkmal gem. § 2 DSchG (Sachgesamtheit)  | 237 c |
|      | ⊙ Herrenstraße 19                                         | Wohnhäuser des Erzbischöflichen Domkapitels | Kulturdenkmal gem. § 2 DSchG (Sachgesamtheit)  | 237 d |
|      | ⊙ Herrenstraße 10                                         | Wohnhäuser |                                                | 238   |
|      | ⊙ Herrenstraße 12                                         | Wohnhäuser |                                                | 238a  |
|      | ⊙ Herrenstraße 18                                         | Wohnhäuser |                                                | 239   |
|      | ⊙ Herrenstraße 20                                         | Wohnhäuser |                                                | 239a  |
|      | ⊙ Herrenstraße 22                                         | Wohnhäuser Portiunkula Konvent |                                                | 239b  |
|      | ⊙ Herrenstraße 22 (neben)                                 | Keller des Hauses zum Lindwurm bzw. zum Drachen | Kulturdenkmal gem. § 2 DSchG (Bauteil/Objekt)  | 240   |
|      | ⊙ Herrenstraße 30                                         | Wohn- und Geschäftshaus, Alte Münsterbauhütte | Kulturdenkmal gem. § 12 DSchG (Gebäude)        | 241   |
|      | ⊙ Herrenstraße 30 (bei)                                   | Brunnen | Kulturdenkmal gem. § 2 DSchG (Bauteil/Objekt)  | 242   |
|      | ⊙ Herrenstraße 32                                         | Wohn- und Geschäftshaus, Haus zum Eichhorn |                                                | 243   |
|      | ⊙ Herrenstraße 34                                         | Wohn- und Geschäftshaus, Haus zur alten Waag | Kulturdenkmal gem. § 12 DSchG (Gebäude)        | 244   |
|      | ⊙ Herrenstraße 35, Konviktstraße 6, Schoferstraße 2       | Verwaltungsgebäude, Erzbischöfliches Ordinariat Architekt: Raimu. Jeblinger | Kulturdenkmal gem. § 12 DSchG (Gebäude)        | 245   |
|      | ⊙ Herrenstraße 35a (Garten)                               | Denkmal Alban Stolz. Das Denkmal ist von Emil Stadelhofer und wurde am 26. Oktober 1913 auf dem Platz vor der Konviktkirche aufgestellt. Wegen seiner antijüdischen Haltung wurde es 2020 in den Garten des Collegiums Borromaeum versetzt. |                                                | 249   |
|      | ⊙ Herrenstraße 35a (neben)                                | Keller und Fassadenfragmente des Andlawschen Palais | Kulturdenkmal gem. § 2 DSchG (Bauteil/Objekt)  | 250   |
|      | ⊙ Herrenstraße 35a, Schoferstraße                         | Konvikt, Erzbischöfliches Konvikt und Kirche | Kulturdenkmal gem. § 2 DSchG (Bauteil/Objekt)  | 250a  |
|      | ⊙ Herrenstraße 36                                         | Erzb. Dompfarramt und Stadtdekanat |                                                | 251   |
|      | ⊙ Herrenstraße 37                                         | Konvikt |                                                | 251a  |
|      | ⊙ Herrenstraße 38                                         | Wohnhaus mit Laden, Haus zu den drei Brunnen | Kulturdenkmal gem. § 2 DSchG (Gebäude)         | 252   |
|      | ⊙ Herrenstraße 39                                         | Wohnhaus, Ehem. Palais, Haus zum Landeck | Kulturdenkmal gem. § 12 DSchG (Gebäude)        | 253   |
|      | ⊙ Herrenstraße 40                                         | Wohnhaus mit Laden, Haus zum Engel | Kulturdenkmal gem. § 12 DSchG (Gebäude)        | 254   |
|      | ⊙ Herrenstraße 41                                         | Stadtpalais, Haus zum Bärlapp | Kulturdenkmal gem. § 12 DSchG (Sachgesamtheit) | 255   |
|      | Herrenstraße 41                                           | Rückgebäude des Haus zum Bärlapp | Kulturdenkmal gem. § 12 DSchG (Sachgesamtheit) | 256   |
|      | ⊙ Herrenstraße 42, 44                                     | Wohn- und Geschäftshaus, Haus zur großen Meise | Kulturdenkmal gem. § 2 DSchG (Gebäude)         | 257   |
|      | ⊙ Herrenstraße 43                                         | Hotel Schwarzwälderhof, Haus zum Schöttlin | Kulturdenkmal gem. § 2 DSchG (Sachgesamtheit)  | 258   |
|      | ⊙ Herrenstraße 45                                         | Wohn- und Geschäftshaus, Haus zum Wolf/zum Fuchs | Kulturdenkmal gem. § 2 DSchG (Gebäude)         | 259   |
|      | ⊙ Herrenstraße 47                                         | Haus zum Wasservogel, heute Gasthaus Löwen | Kulturdenkmal gem. § 2 DSchG (Gebäude)         | 260   |
|      | ⊙ Herrenstraße 48                                         | Keller des Hauses zum Hasensprung | Kulturdenkmal gem. § 2 DSchG (Bauteil/Objekt)  | 261   |
|      | ⊙ Herrenstraße 53                                         | Wohn- und Geschäftshaus, Haus zur Löwengrube | Kulturdenkmal gem. § 2 DSchG (Sachgesamtheit)  | 262   |
|      | ⊙ Herrenstraße 55                                         | Wohn- und Geschäftshaus, Haus zum Stockfisch | Kulturdenkmal gem. § 2 DSchG (Gebäude)         | 263   |
|      | ⊙ Herrenstraße 56                                         | Wohn- und Geschäftshaus, Haus zur Felge | Kulturdenkmal gem. § 2 DSchG (Gebäude)         | 264   |
|      | ⊙ Herrenstraße 58                                         | Wohn- und Geschäftshaus, Haus zum kleinen Lindeneck | Kulturdenkmal gem. § 2 DSchG (Gebäude)         | 265   |
|      | Herrenstraße 60                                           | Wohn- und Geschäftshaus | Kulturdenkmal gem. § 2 DSchG (Gebäude)         | 265a  |
|      | ⊙ Herrenstraße 62                                         | Wohn- und Geschäftshaus, Sankt Anthoni-Haus | Kulturdenkmal gem. § 2 DSchG (Gebäude)         | 265b  |
|      | ⊙ Holzmarkt 2, 2 (hi.), Kaiser-Joseph-Str. 257, 257a, 259 | Amtsgericht, Ehem. Bezirksgericht und Kaserne | Kulturdenkmal gem. § 2 DSchG (Sachgesamtheit)  | 266   |
|      | ⊙ Holzmarkt 2                                             | Amtsgericht, Ehem. Bezirksgericht und Kaserne | Kulturdenkmal gem. § 2 DSchG (Sachgesamtheit)  | 267   |
|      | Holzmarkt 2, 2 (hi.), Kaiser-Joseph-Str. 257, 257a, 259   | Gerichtsgebäude, Amtsgericht mit Gefängnis Architekt: Adolf Julius Lorenz, Robert Edelmaier | Kulturdenkmal gem. § 2 DSchG (Sachgesamtheit)  | 268   |
|      | Holzmarkt 2, 2 (hi.), Kaiser-Joseph-Str. 257, 257a, 259   | Gefängnis, Ehem. Frauengefängnis | Kulturdenkmal gem. § 2 DSchG (Sachgesamtheit)  | 269   |
|      | ⊙ Holzmarkt 4 (bei)                                       | Lagerhaus |                                                | 270   |
|      | ⊙ Holzmarkt 5                                             | Goethe-Gymnasium, Ehem. Höhere Mädchenschule Architekten: Thoma, Ritter u. Stamnitz | Kulturdenkmal gem. § 2 DSchG (Gebäude)         | 271   |
|      | Holzmarkt 6                                               | Verwaltungsgebäude |                                                | 272   |
|      | ⊙ Holzmarkt 8                                             | Wohnhaus | Kulturdenkmal gem. § 2 DSchG (Gebäude)         | 273   |
|      | ⊙ Holzmarkt 10                                            | Wohnhaus Architekt: C. Clare | Kulturdenkmal gem. § 2 DSchG (Gebäude)         | 274   |
|      | ⊙ Holzmarkt 12                                            | Altenheim, St. Anna-Stift Architekt: Lukas Geis | Kulturdenkmal gem. § 2 DSchG (Gebäude)         | 275   |
|      | ⊙ Holzmarkt 12                                            | Altenheim, St. Anna-Stift | Kulturdenkmal gem. § 2 DSchG (Gebäude)         | 276   |
|      | ⊙ Humboldtstraße 1                                        | Wohn- und Geschäftshaus | Kulturdenkmal gem. § 2 DSchG (Gebäude)         | 277   |
|      | ⊙ Humboldtstraße 2                                        | Hotel |                                                | 277a  |
|      | ⊙ Humboldtstraße 3, Löwenstraße 8-14                      | Casino Freiburg, Ehem. Gambrinushalle |                                                | 278   |
|      | ⊙ Humboldtstraße 4                                        | |                                                | 278a  |

## I
| Bild | Adresse\|                       | Objekt                                            | Schutzstatus                                   | #   |
| ---- | ------------------------------- | ------------------------------------------------- | ---------------------------------------------- | --- |
|      | Im Grün 4                       | Wohnhaus                                          |                                                | 279 |
|      | Im Grün 6                       | Wohnhaus                                          |                                                | 280 |
|      | Im Grün 8                       | Wohnhaus und Rückgebäude                          | Kulturdenkmal gem. § 2 DSchG (Sachgesamtheit)  | 281 |
|      | ⊙ Insel 1                       | Wohnhaus, Haus zur Sichelschmiede                 | Kulturdenkmal gem. § 12 DSchG (Sachgesamtheit) | 282 |
|      | ⊙ Insel 1a                      | Wohn- und Geschäftshaus, Ehem. Ölmühle            | Kulturdenkmal gem. § 12 DSchG (Gebäude)        | 283 |
|      | Insel 1a (bei)                  | Sandstein Brunnen                                 |                                                | 284 |
|      | Insel 2                         | Wohnhaus, Rückgebäude und Hof, Haus zum Gerbereck | Kulturdenkmal gem. § 2 DSchG (Sachgesamtheit)  | 285 |
|      | ⊙ Insel 4                       | Wohn- und Geschäftshaus, Haus zum rauhen Mann     | Kulturdenkmal gem. § 2 DSchG (Gebäude)         | 286 |
|      | ⊙ Insel 6, Adelhauser Straße 22 | Wohnhaus, Haus zum Dachs                          | Kulturdenkmal gem. § 2 DSchG (Sachgesamtheit)  | 287 |
|      | Insel 6, Adelhauser Straße 22   | Wohnhaus, Haus zum Dachs                          | Kulturdenkmal gem. § 2 DSchG (Sachgesamtheit)  | 288 |
|      | ⊙ Insel 8                       | Wohnhaus mit Rückgebäude, Haus zum Bolz           | Kulturdenkmal gem. § 12 DSchG (Sachgesamtheit) | 289 |
|      | ⊙ Insel 10                      | Wohnhaus, Haus zum blauen/roten Hahn              | Kulturdenkmal gem. § 2 DSchG (Gebäude)         | 290 |
|      | ⊙ Insel 12                      | Wohnhaus, Haus zum grauen Wolf                    | Kulturdenkmal gem. § 2 DSchG (Sachgesamtheit)  | 291 |
|      | Insel 14                        | Wohnhaus                                          |                                                | 292 |
|      | Insel 16                        | Wohnhaus                                          |                                                | 293 |
|      | Insel 18                        | Wohnhaus, Haus zum roten Radwecken                | Kulturdenkmal gem. § 2 DSchG (Gebäude)         | 294 |

## K
| Bild                             | Adresse\|                                         | Objekt | Schutzstatus                                   | #    |
| -------------------------------- | ------------------------------------------------- | --- | ---------------------------------------------- | ---- |
|                                  | Kaiser-Joseph-Straße 145, 147                     | Geschäftshaus, Bürogebäude                                                                                                  |                                                | 296  |
| Kaiser-Joseph-Straße 147, 149    | Kaiser-Joseph-Straße 147, 1479                    | Geschäftshaus, Bürogebäude                                                                                                  |                                                | 296a |
|                                  | ⊙ Kaiser-Joseph-Straße 167                        | Verwaltungsgebäude, sog. Basler Hof Architekt: Konrad Stürzel von Buchheim                                                  | Kulturdenkmal gem. § 12 DSchG (Gebäude)        | 297  |
| Kaiser-Joseph-Straße 165         | Kaiser-Joseph-Straße 165                          | Wohn- und Geschäftshaus |                                                | 297a |
| Kaiser-Joseph-Straße 168         | Kaiser-Joseph-Straße 168                          | Wohn- und Geschäftshaus |                                                | 298  |
| Kaiser-Joseph-Straße 168         | Kaiser-Joseph-Straße 168                          | Wohn- und Geschäftshaus |                                                | 298a |
|                                  | ⊙ Kaiser-Joseph-Straße 169                        | Kaufhaus, sog. Kaufhaus Mohl Architekt: Heinz Mohl                                                                          |                                                | 298b |
| Kaiser-Joseph-Straße 169         | Kaiser-Joseph-Straße 169                          | Kaufhaus, sog. Kaufhaus Mohl Architekt: Heinz Mohl                                                                          |                                                | 298c |
| Kaiser-Joseph-Straße 170         | Kaiser-Joseph-Straße 170                          | Wohn- und Geschäftshaus |                                                | 299  |
| Kaiser-Joseph-Straße 172 174     | Kaiser-Joseph-Straße 172 174                      | Wohn- und Geschäftshaus |                                                | 300  |
| Kaiser-Joseph-Straße 178 und 180 | Kaiser-Joseph-Straße 178 und 180                  | Geschäftshaus Architekt: Herbert F. Kasper                                                                                  |                                                | 301  |
| Kaiser-Joseph-Straße 179         | ⊙ Kaiser-Joseph-Straße 179                        | Keller, Erker und Spolien des Hauses zur Safranblume                                                                        | Kulturdenkmal gem. § 2 DSchG (Bauteil/Objekt)  | 302  |
| Kaiser-Joseph-Straße 183         | Kaiser-Joseph-Straße 183                          | Wohn- und Geschäftshaus |                                                | 302a |
| Kaiser-Joseph-Straße 187         | Kaiser-Joseph-Straße 187                          | Wohn- und Geschäftshaus |                                                | 302b |
| Kaiser-Joseph-Straße 189         | Kaiser-Joseph-Straße 189                          | Wohn- und Geschäftshaus, vorm. Schirmhaus Wagner                                                                            |                                                | 303  |
| Kaiser-Joseph-Straße 191         | Kaiser-Joseph-Straße 191                          | Wohn- und Geschäftshaus |                                                | 304  |
|                                  | ⊙ Kaiser-Joseph-Straße 193                        | Wohn- und Geschäftshaus Architekt: Bernhard Wildmann                                                                        | Kulturdenkmal gem. § 2 DSchG (Gebäude)         | 305  |
|                                  |                                                   | Wohn- und Geschäftshaus Architekt: Rudolf Schmid                                                                            | Kulturdenkmal gem. § 2 DSchG (Gebäude)         | 306  |
|                                  | ⊙ Kaiser-Joseph-Straße 195                        | Geschäftshaus (Vordertrakt)                                                                                                 |                                                | 307  |
|                                  | Kaiser-Joseph-Straße 196                          | Wohn- und Geschäftsgebäude                                                                                                  |                                                | 308  |
|                                  | Kaiser-Joseph-Straße 200, 202, Rathausgasse 1     | Wohn- und Geschäftshaus |                                                | 309  |
|                                  | ⊙ Kaiser-Joseph-Straße 201                        | Wohnhaus und Gaststätte |                                                | 310  |
|                                  | ⊙ Kaiser-Joseph-Straße 203                        | Geschäftshaus |                                                | 311  |
|                                  | Kaiser-Joseph-Straße 204, 206                     | Wohn- und Geschäftshaus |                                                | 312  |
|                                  | ⊙ Kaiser-Joseph-Straße 205, 207, Salzstraße 2     | Wohn- und Geschäftshäuser                                                                                                   |                                                | 313  |
|                                  | ⊙ Kaiser-Joseph-Straße 209                        | Wohn- und Geschäftshaus |                                                | 314  |
|                                  | ⊙Kaiser-Joseph-Straße 211                         | Wohn- und Geschäftshaus |                                                | 315  |
|                                  | Kaiser-Joseph-Straße 208, 210, 212 Geschäftshaus, | Ehem. Kaufhaus Oberpaur |                                                | 316  |
|                                  | Kaiser-Joseph-Straße 214                          | Wohn- und Geschäftshaus Architekt: Wilhelm Schelkes                                                                         |                                                | 317  |
|                                  | ⊙ Kaiser-Joseph-Straße 215                        | Wohn- und Geschäftshaus |                                                | 317a |
|                                  | Kaiser-Joseph-Straße 216                          | Wohn- und Geschäftshaus Architekt: Gregor Schroeder                                                                         |                                                | 318  |
|                                  | ⊙ Kaiser-Joseph-Straße 217                        | Wohn- und Geschäftshaus Bohny Architekt: P. K. Rittershausen                                                                | Kulturdenkmal gem. § 2 DSchG (Gebäude)         | 319  |
|                                  | Kaiser-Joseph-Straße 218                          | Geschäftshaus |                                                | 320  |
|                                  | ⊙ Kaiser-Joseph-Straße 219                        | Wohn- und Geschäftshaus, Haus zum kleinen Palast                                                                            | Kulturdenkmal gem. § 2 DSchG (Gebäude)         | 321  |
|                                  | Kaiser-Joseph-Straße 220, 222                     | Wohn- und Geschäftshaus |                                                | 322  |
| Kaiser-Joseph-Straße 221         | Kaiser-Joseph-Straße 221                          | Wohn- und Geschäftshaus, Haus zum großen Palast                                                                             | Kulturdenkmal gem. § 2 DSchG (Sachgesamtheit)  | 323  |
|                                  | ⊙ Kaiser-Joseph-Straße 223                        | Wohn- und Geschäftshaus, Haus zum grünen Klee                                                                               | Kulturdenkmal gem. § 2 DSchG (Gebäude)         | 324  |
|                                  | Kaiser-Joseph-Straße 224                          | Wohn- und Geschäftshaus | Kulturdenkmal gem. § 2 DSchG (Gebäude)         | 325  |
|                                  | ⊙ Kaiser-Joseph-Str. 224 (bei)                    | Brunnen, Bertoldsbrunnen Architekt: Nikolaus Röslmeier                                                                      | Kulturdenkmal gem. § 2 DSchG (Bauteil/Objekt)  | 326  |
|                                  | ⊙ Kaiser-Joseph-Straße 225                        | Wohn- und Geschäftshaus |                                                | 327  |
|                                  | Kaiser-Joseph-Straße 226, 228                     | Wohn- und Geschäftshaus zum grünen Schild/goldenen Tor Architekt: Franz Geiges                                              | Kulturdenkmal gem. § 2 DSchG (Gebäude)         | 328  |
|                                  | ⊙ Kaiser-Joseph-Straße 227                        | Wohn- und Geschäftshaus, Haus zum kleinen Mayen                                                                             | Kulturdenkmal gem. § 2 DSchG (Gebäude)         | 329  |
|                                  | ⊙ Kaiser-Joseph-Straße 229, Grünwälderstraße 4    | Sog. Haus zum Eichhorn, heute Sitz der Badischen Zeitung Architekt: Hermann Billing                                         | Kulturdenkmal gem. § 12 DSchG (Sachgesamtheit) | 330  |
|                                  | Kaiser-Joseph-Straße 230                          | Wohn- und Geschäftshaus | Kulturdenkmal gem. § 2 DSchG (Gebäude)         | 331  |
|                                  | Kaiser-Joseph-Straße 231                          | Wohn- und Geschäftshaus, Haus zum kleinen eisernen Ring Architekt: W. Rutsch                                                | Kulturdenkmal gem. § 2 DSchG (Gebäude)         | 332  |
|                                  | Kaiser-Joseph-Straße 232, 234                     | Wohn- und Geschäftshaus |                                                | 333  |
|                                  | ⊙ Kaiser-Joseph-Straße 233                        | Wohn- und Geschäftshaus |                                                | 334  |
|                                  | Kaiser-Joseph-Straße 235                          | Wohnhaus mit Gaststätte |                                                | 335  |
|                                  | Kaiser-Joseph-Straße 236                          | Wohn- und Geschäftshaus |                                                | 336  |
|                                  | ⊙ Kaiser-Joseph-Straße 239                        | Wohn- und Geschäftshaus, wohl Ehem. Doppelhaus                                                                              |                                                | 337  |
|                                  | ⊙Kaiser-Joseph-Straße 239 (gegenüber)             | Brunnen | Kulturdenkmal gem. § 2 DSchG (Bauteil/Objekt)  | 338  |
|                                  | ⊙ Kaiser-Joseph-Straße 241                        | Wohn- und Geschäftsgebäude mit Ausstattung                                                                                  | Kulturdenkmal gem. § 2 DSchG (Gebäude)         | 339  |
| Kaiser-Joseph-Straße 242         | Kaiser-Joseph-Straße 242                          | Wohn- und Geschäftshäuser                                                                                                   |                                                | 340  |
| Kaiser-Joseph-Straße 244 246     | Kaiser-Joseph-Straße 244, 246                     | Wohn- und Geschäftshäuser                                                                                                   |                                                | 340a |
|                                  | ⊙ Kaiser-Joseph-Straße 243                        | Wohn- und Geschäftshaus Architekt: Joseph Ruh                                                                               | Kulturdenkmal gem. § 12 DSchG (Gebäude)        | 341  |
|                                  | ⊙ Kaiser-Joseph-Straße 245                        | Wohn- und Geschäftshaus |                                                | 342  |
|                                  | Kaiser-Joseph-Straße 247                          | Wohn- und Geschäftshäuser                                                                                                   | Kulturdenkmal gem. § 2 DSchG (Gebäude)         | 343  |
|                                  | Kaiser-Joseph-Straße 248                          | Wohn- und Geschäftshaus |                                                | 343a |
|                                  | ⊙ Kaiser-Joseph-Straße 249                        | Wohn- und Geschäftshäuser                                                                                                   | Kulturdenkmal gem. § 2 DSchG (Gebäude)         | 344  |
|                                  | ⊙ Kaiser-Joseph-Straße 250, 252, 254, 256         | Wohn- und Geschäftshäuser                                                                                                   | Kulturdenkmal gem. § 12 DSchG (Gebäude)        | 345  |
|                                  | ⊙ Kaiser-Joseph-Straße 251                        | Geschäftshaus |                                                | 345a |
|                                  | ⊙ Kaiser-Joseph-Straße 250, 252, 254, 256         | Wohn- und Geschäftshäuser                                                                                                   | Kulturdenkmal gem. § 12 DSchG (Gebäude)        | 346  |
|                                  | ⊙ Kaiser-Joseph-Straße 254 (bei)                  | Stadttor, Martinstor | Kulturdenkmal gem. § 12 DSchG (Gebäude)        | 347  |
|                                  | ⊙ Kaiser-Joseph-Str. 255                          | Wohn- und Geschäftshaus, Opel-Haus Architekt: Joseph Ruh                                                                    | Kulturdenkmal gem. § 12 DSchG (Gebäude)        | 348  |
|                                  | Kaiser-Joseph-Str. 256                            | Gerichtsgebäude | Kulturdenkmal gem. § 12 DSchG (Gebäude)        | 348a |
|                                  | ⊙ Kaiser-Joseph-Str. 257                          | Gerichtsgebäude | Kulturdenkmal gem. § 12 DSchG (Gebäude)        | 348b |
|                                  | ⊙ Kaiser-Joseph-Str. 258, Humboldtstr. 2          | Wohn- und Geschäftshaus, Ehem. Hotel Freiburger Hof Architekt: Friedrich Ploch                                              | Kulturdenkmal gem. § 2 DSchG (Gebäude)         | 349  |
|                                  | ⊙ Kaiser-Joseph-Straße 259                        | Wohn- und Geschäftshauser                                                                                                   |                                                | 350a |
|                                  | Kaiser-Joseph-Straße 260, Metzgerau 2             | Büro- und Geschäftshaus Architekt: Gerhard Assem; Mitarbeiter: Hans Kollhoff                                                | Kulturdenkmal gem. § 2 DSchG (Gebäude)         | 350  |
|                                  | ⊙ Kaiser-Joseph-Straße 261                        | Wohn- und Geschäftshauser                                                                                                   |                                                | 350a |
|                                  | Kaiser-Joseph-Straße 262, Rempartstraße 1, 3      | Bankgebäude, Deutsche Bank Architekt: Josef Mallebrein                                                                      | Kulturdenkmal gem. § 2 DSchG (Gebäude)         | 351  |
|                                  | ⊙ Kaiser-Joseph-Straße 263                        | Wohn- und Geschäftshaus Architekt: Josef Nerbel                                                                             | Kulturdenkmal gem. § 2 DSchG (Gebäude)         | 352  |
|                                  | ⊙ Kaiser-Joseph-Straße 265 (vor)                  | Sandsteinbrunnen | Kulturdenkmal gem. § 2 DSchG (Bauteil/Objekt)  | 353  |
|                                  | ⊙ Kaiser-Joseph-Straße 264                        | Wohn- und Geschäftshaus |                                                | 353a |
|                                  | ⊙ Kaiser-Joseph-Straße 265                        | Wohn- und Geschäftshaus | Kulturdenkmal gem. § 2 DSchG (Gebäude)         | 354  |
|                                  | ⊙ Kaiser-Joseph-Straße 266                        | Wohn- und Geschäftshaus |                                                | 354a |
|                                  | ⊙ Kaiser-Joseph-Straße 267                        | Wohn- und Geschäftshaus | Kulturdenkmal gem. § 2 DSchG (Gebäude)         | 355  |
|                                  | ⊙ Kaiser-Joseph-Straße 268                        | Wohn- und Geschäftshaus, Friedrichsbau Architekten: Josef Ruh, Arthur Levi                                                  | Kulturdenkmal gem. § 2 DSchG (Gebäude)\|355a   |      |
|                                  | ⊙ Kaiser-Joseph-Straße 269                        | Wohn- und Geschäftshaus, |                                                | 356a |
|                                  | ⊙ Kaiser-Joseph-Straße 270                        | Wohn- und Geschäftshaus, Friedrichsbau Architekten: Josef Ruh, Arthur Levi                                                  | Kulturdenkmal gem. § 2 DSchG (Gebäude)         | 356  |
|                                  | ⊙ Kaiser-Joseph-Straße 271                        | Wohn- und Geschäftshaus, |                                                | 356a |
|                                  | ⊙ Kaiser-Joseph-Straße 272                        | Wohn- und Geschäftshaus, Stadtpalais am Friedrichsbau                                                                       |                                                | 356a |
|                                  | ⊙ Kaiser-Joseph-Straße 273                        | Wohnhaus mit Gastwirtschaft Laubfrosch Architekt: Hermann Walder                                                            | Kulturdenkmal gem. § 2 DSchG (Gebäude)         | 357  |
|                                  | Kaiser-Joseph-Straße 278                          | Wohn- und Geschäftshaus | Kulturdenkmal gem. § 2 DSchG (Gebäude)         | 358  |
|                                  | ⊙ Kaiser-Joseph-Straße 284                        | Dresdner Bank, heute Wohn- und Geschäftshaus Architekten: Hans Schütte und W. Schneider                                     | Kulturdenkmal gem. § 2 DSchG (Gebäude)         | 359  |
|                                  | ⊙ Kartoffelmarkt (Flst.Nr. 0-751)                 | Brunnen, Rauhbrunnen, gotisierende Brunnenentwurf von Max Meckel, Bildhauer Ludwig Kubanek; gestiftet von Ludwig Rauh 1911. | Kulturdenkmal gem. § 2 DSchG (Bauteil/Objekt)  | 360  |
|                                  | ⊙ Kartäuserstraße 1                               | Wohn- und Geschäftshaus | Kulturdenkmal gem. § 2 DSchG (Gebäude)         | 361  |
|                                  | Konviktstraße 1-13, ungerade                      | Wohn- und Geschäftshauser                                                                                                   |                                                | 362  |
|                                  | Konviktstraße 1-13, ungerade                      | Wohn- und Geschäftshaus |                                                | 363  |
|                                  | Konviktstraße 1-13, ungerade                      | Wohn- und Geschäftshaus |                                                | 364  |
|                                  | Konviktstraße 1-13, ungerade                      | Wohn- und Geschäftshaus |                                                | 365  |
|                                  | Konviktstraße 1-13, ungerade                      | Wohn- und Geschäftshaus |                                                | 366  |
|                                  | Konviktstraße 10a                                 | Wohn- und Geschäftshaus |                                                | 367  |
|                                  | Konviktstraße 10a                                 | Wandbrunnen |                                                | 367  |
|                                  | Konviktstraße 14                                  | Wohnhaus mit Laden |                                                | 368  |
|                                  | Konviktstraße 15, 17h                             | Schloßbergparkhaus und Rampe                                                                                                |                                                | 369  |
|                                  | Konviktstraße 15, 17h                             | Schloßbergparkhaus und Rampe                                                                                                |                                                | 370  |
|                                  | Konviktstraße 17, 17a-17v (ohne 17s und t)        | Wohn- und Geschäftshaus |                                                | 371  |
|                                  | Konviktstraße 16a                                 | Wohnhaus mit Laden, Ehem. Rückgebäude                                                                                       | Kulturdenkmal gem. § 2 DSchG (Gebäude)         | 372  |
|                                  | Konviktstraße 18                                  | Wohnhaus mit Laden |                                                | 373  |
|                                  | Konviktstraße 23                                  | Wohnhaus mit Laden |                                                | 374  |
|                                  | Konviktstraße 25                                  | Wohnhaus mit Laden |                                                | 375  |
|                                  | Konviktstraße 27                                  | Wohnhaus mit Laden |                                                | 376  |
|                                  | Konviktstraße 29                                  | Wohnhaus mit Laden |                                                | 377  |
|                                  | Konviktstraße 31                                  | Wohnhaus mit Laden, Haus zur Tanne                                                                                          |                                                | 378  |
|                                  | Konviktstraße 33                                  | Wohnhaus mit Laden, Haus zur grünen Kante                                                                                   |                                                | 379  |
|                                  | Konviktstraße 35                                  | Wohnhaus mit Laden, Haus zur Klause                                                                                         |                                                | 380  |
|                                  | Konviktstraße 37                                  | Wohnhaus mit Laden, |                                                | 381  |
|                                  | Konviktstraße 39                                  | Wohn- und Geschäftshaus |                                                | 382  |
|                                  | Konviktstraße 41                                  | Wohnhaus mit Gaststätte |                                                | 383  |
|                                  | Konviktstraße 43                                  | Wohnhaus mit Gaststätte | Kulturdenkmal gem. § 2 DSchG (Gebäude)         | 384  |
|                                  | Konviktstraße 45, Schlossbergring 10              | Haus zur schwarzen Stelzen bzw. zum Spatzen                                                                                 | Kulturdenkmal gem. § 2 DSchG (Sachgesamtheit)  | 385  |
|                                  | Konviktstraße 51                                  | Wohnhaus mit Laden | Kulturdenkmal gem. § 2 DSchG (Gebäude)         | 386  |
|                                  | Konviktstraße 53                                  | Wohn- und Geschäftsgebäude                                                                                                  |                                                | 387  |
|                                  | Konviktstraße 53 a                                | Wohnhaus mit Laden |                                                | 388  |

## L
| Bild | Adresse\|                                          | Objekt                                                                                | Schutzstatus                                  | #    |
| ---- | -------------------------------------------------- | ------------------------------------------------------------------------------------- | --------------------------------------------- | ---- |
|      | ⊙ Leopoldring (Flst.Nr. 0-842, 0-845, 0-1599-1600) | Fußgängerbrücke, Karlsteg                                                             | Kulturdenkmal gem. § 2 DSchG (Gebäude)        | 389  |
|      | ⊙ Leopoldring 9                                    | Bankgebäude, Ehem. Reichsbankfiliale Architekt: May Hasak                             | Kulturdenkmal gem. § 2 DSchG (Gebäude)        | 390  |
|      | ⊙ Leopoldring 11, 13, 15                           | Altenheim, Katharinenstift                                                            |                                               | 391  |
|      | ⊙ Löwenstraße 1, Niemensstraße 2                   | Wohn- und Geschäftshaus, Ehem. Hotel Metropol, jetzt Heilsarmee Architekt: Artur Levi | Kulturdenkmal gem. § 2 DSchG (Gebäude)        | 392  |
|      | ⊙ Löwenstraße 2                                    | Wohnhaus mit Gaststätte, Haus zum Bart                                                | Kulturdenkmal gem. § 2 DSchG (Sachgesamtheit) | 393  |
|      | ⊙ Löwenstraße 4                                    | Wohn- und Geschäftshaus, Haus zum Häslin                                              | Kulturdenkmal gem. § 2 DSchG (Sachgesamtheit) | 394  |
|      | ⊙ Löwenstraße 6                                    | Wohn- und Geschäftshaus, Haus zum Hammel                                              | Kulturdenkmal gem. § 2 DSchG (Sachgesamtheit) | 395  |
|      | ⊙ Löwenstraße 8-10                                 | Wohn- und Geschäftshaus                                                               |                                               | 395a |
|      | ⊙ Löwenstraße 12-14                                | Wohn- und Geschäftshaus                                                               |                                               | 395b |
|      | ⊙ Löwenstraße 16                                   | Haus zur Lieben Hand, heute Universitätsgebäude Architekt: Johann Christian Wenzinger | Kulturdenkmal gem. § 12 DSchG (Gebäude)       | 396  |
|      | ⊙ Luisenstraße 1                                   | Wohnhaus Architekt: Joseph Ruh                                                        | Kulturdenkmal gem. § 2 DSchG (Gebäude)        | 397  |
|      | ⊙ Luisenstraße 3                                   | Wohnhaus Architekt: Joseph Ruh                                                        | Kulturdenkmal gem. § 2 DSchG (Gebäude)        | 397a |
|      | ⊙ Luisenstraße 4                                   | Wohnhaus, Doppelhaus                                                                  |                                               | 398  |
|      | ⊙ Luisenstraße 6                                   | Wohnhaus, Doppelhaus                                                                  |                                               | 398a |
|      | ⊙ Luisenstraße 7                                   | Wohn- und Bürogebäude                                                                 |                                               | 399  |
|      | ⊙ Luisenstraße 7a                                  | Wohnhaus, Ehem. Gartenhaus o. ä.                                                      |                                               | 400  |
|      | ⊙ Luisenstraße 11                                  | Wohnhaus                                                                              | Kulturdenkmal gem. § 2 DSchG (Gebäude)        | 401  |

## M
| Bild | Adresse\|                                    | Objekt | Schutzstatus                                   | #    |
| ---- | -------------------------------------------- | --- | ---------------------------------------------- | ---- |
|      | ⊙ Marienstraße 1                             | Wohnhaus | Kulturdenkmal gem. § 2 DSchG (Gebäude)         | 402  |
|      | ⊙ Marienstraße 1 (vor)                       | Brunnen | Kulturdenkmal gem. § 2 DSchG (Bauteil/Objekt)  | 403  |
|      | ⊙ Marienstraße 2                             | Wohnhaus | Kulturdenkmal gem. § 2 DSchG (Gebäude)         | 404  |
|      | Marienstraße 5, 7                            | Doppelhaus, tlw. Hotel | Kulturdenkmal gem. § 2 DSchG (Gebäude)         | 405  |
|      | Marienstraße 6                               | Wohnhaus | Kulturdenkmal gem. § 2 DSchG (Gebäude)         | 406  |
|      | Marienstraße 8                               | Ehemalige Privatklinik, heute Wohnhaus Architekten: Max Meckel und Carl Anton Meckel | Kulturdenkmal gem. § 2 DSchG (Gebäude)         | 407  |
|      | Marienstraße 9                               | Wohnhaus |                                                | 408  |
|      | Marienstraße 10a                             | Museum, Ehem. Adelhauser Schule Architekt: Rudolf Thoma | Kulturdenkmal gem. § 2 DSchG (Gebäude)         | 409  |
|      | Marienstraße 11                              | Wohnhaus |                                                | 410  |
|      | Marienstraße 12                              | Wohnhaus |                                                | 411  |
|      | ⊙ Marienstraße 13, 15                        | Wohn- und Geschäftshaus | Kulturdenkmal gem. § 2 DSchG (Gebäude)         | 412  |
|      | Marienstraße 17                              | Wohn- und Geschäftshaus, Haus zur Sichelschmiede | Kulturdenkmal gem. § 12 DSchG (Gebäude)        | 413  |
|      | ⊙ Martinsgässle                              | Geschäftshaus, Früher Freiburger Zeitung | Kulturdenkmal gem. § 2 DSchG (Gebäude)         | 413a |
|      | ⊙ Merianstraße 3                             | Wohnhaus mit Ladenlokalen |                                                | 414  |
|      | ⊙ Merianstraße 4                             | Wandbild | Kulturdenkmal gem. § 2 DSchG (Bauteil/Objekt)  | 415  |
|      | ⊙ Merianstraße 6                             | Wohnhaus mit Laden |                                                | 416  |
|      | ⊙ Metzgerau 4                                | Gaststätte, Ehem. Schlachthaus bzw. Eichamt | Kulturdenkmal gem. § 2 DSchG (Gebäude)         | 417  |
|      | Milchstraße 3a                               | Wohnhaus mit Laden und Rückgebäuden Architekt: Otto Hofmann | Kulturdenkmal gem. § 2 DSchG (Sachgesamtheit)  | 418  |
|      | ⊙ Milchstraße 5 Architekt: A. Geis           | Wohnhaus | Kulturdenkmal gem. § 2 DSchG (Gebäude)         | 419  |
|      | Milchstraße 7                                | Wohnhaus |                                                | 420  |
|      | Milchstraße 9                                | Wohnhaus |                                                | 421  |
|      | Moltkestraße 7                               | Wohnhaus |                                                | 422  |
|      | Moltkestraße 9, 11                           | Wohnhaus, Doppelhaus |                                                | 423  |
|      | Moltkestraße 13                              | Wohnhaus mit Laden |                                                | 424  |
|      | Moltkestraße 20                              | Wohnhaus |                                                | 425  |
|      | Moltkestraße 24                              | Wohnhaus | Kulturdenkmal gem. § 2 DSchG (Gebäude)         | 426  |
|      | Moltkestraße 26                              | Wohnhaus |                                                | 427  |
|      | Moltkestraße 27                              | Wohnhaus mit Gaststätte | Kulturdenkmal gem. § 2 DSchG (Gebäude)         | 428  |
|      | Moltkestraße 30                              | Wohnhaus und Gaststätte, Ehem. Hotel Karlsruher Hof |                                                | 429  |
|      | Moltkestraße 32                              | Wohnhaus |                                                | 430  |
|      | Moltkestraße 36                              | Wohnhaus |                                                | 431  |
|      | Moltkestraße 38                              | Wohnhaus |                                                | 432  |
|      | Moltkestraße 40                              | Wohnhaus mit Rückgebäude |                                                | 433  |
|      | Moltkestraße 42                              | Wohnhaus mit Laden |                                                | 434  |
|      | ⊙ Münsterplatz                               | Brunnen, Fischbrunnen. Das ist der älteste Freiburger Brunnen. Sein ursprünglicher Standort | Kulturdenkmal gem. § 2 DSchG (Bauteil/Objekt)  | 435  |
|      | ⊙ Münsterplatz                               | Brunnen, Georgsbrunnen. An dieser Stelle stand mindestens seit dem Anfang des 14. Jahrhunderts ein Brunnen, dieser wurde Anfang des 16. Jahrhunderts durch einen neuen ersetzt, der dann dem Stadtpatron Georg geweiht wurde. Mitte des 19. Jahrhunderts wurde er erneut ersetzt. Da der verwendete Sandstein nicht tauglich war, musste er 1935 erneut ersetzt werden, diesmal wurde als Material Muschelkalk genommen. Dieser Brunnen hat an seinem Standort auch die Luftangriffe des Zweiten Weltkriegs überlebt. | Kulturdenkmal gem. § 2 DSchG (Bauteil/Objekt)  | 436  |
|      | ⊙ Münsterplatz 1                             | Münster zu unserer Lieben Frau | Kulturdenkmal gem. § 12 DSchG (Gebäude)        | 437  |
|      | ⊙ Münsterplatz 6                             | Geschäftshaus |                                                | 439  |
|      | Münsterplatz 8                               | Geschäftshaus, Ehem. Münster-Apotheke |                                                | 440  |
|      | ⊙ Münsterplatz 10, Schusterstraße 9          | Erzbischöflioches Palais, Ehem. Sitz der Breisgauer Ritterschaft Architekt: Johann Jakob Fechter | Kulturdenkmal gem. § 12 DSchG (Sachgesamtheit) | 441  |
|      | ⊙ Münsterplatz 11                            | Geschäftshaus, sog. Kornhaus | Kulturdenkmal gem. § 2 DSchG (Gebäude)         | 442  |
|      | ⊙ Münsterplatz 12                            | Wohn- und Geschäftshaus, Haus zum Lichtstock | Kulturdenkmal gem. § 2 DSchG (Gebäude)         | 443  |
|      | ⊙ Münsterplatz 13                            | Hotel und Restaurant Rappen |                                                | 444  |
|      | ⊙ Münsterplatz 14                            | Keller, Haus zur weißen Kanten | Kulturdenkmal gem. § 2 DSchG (Bauteil/Objekt)  | 445  |
|      | ⊙ Münsterplatz 15                            | Restaurant und Weinstube |                                                | 446  |
|      | ⊙ Münsterplatz 16                            | Wohn- und Geschäftshaus, Haus zum roten Löwen | Kulturdenkmal gem. § 12 DSchG (Gebäude)        | 447  |
|      | ⊙ Münsterplatz 17                            | Stadtbibliothek mit Ausstattung | Kulturdenkmal gem. § 2 DSchG (Gebäude)         | 448  |
|      | ⊙ Münsterplatz 19                            | Wohnhaus |                                                | 449  |
|      | ⊙ Münsterplatz 21                            | Wohnhaus |                                                | 450  |
|      | ⊙ Münsterplatz 22                            | Gasthaus und Hotel Oberkirch, | Kulturdenkmal gem. § 12 DSchG (Gebäude)        | 451  |
|      | ⊙ Münsterplatz 24, 26, Schusterstraße 19, 21 | Historisches Kaufhaus bzw. Salzhaus | Kulturdenkmal gem. § 12 DSchG (Sachgesamtheit) | 453  |
|      | ⊙ Münsterplatz 28 (Ecke Buttergasse)         | Wohnhaus mit Laden, Haus zur roten Schere | Kulturdenkmal gem. § 12 DSchG (Gebäude)        | 454  |
|      | ⊙Münsterplatz 30, Schusterstraße 25          | Haus zum schönen Eck, heute Stadtmuseum Architekt: Johann Christian Wentzinger | Kulturdenkmal gem. § 12 DSchG (Sachgesamtheit) | 456  |
|      | ⊙ Münsterplatz 36                            | Wohnhaus | Kulturdenkmal gem. § 12 DSchG (Gebäude)        | 457  |
|      | ⊙ Münsterplatz 36a                           | Gemeindehaus der Dompfarrei, sog. Kooperatur | Kulturdenkmal gem. § 12 DSchG (Gebäude)        | 458  |
|      | ⊙ Münsterplatz 38                            | Ehem. Hauptwache, Alte Wache Architekt: Johann Martin Vonderlew Die Alte Wache ist die ehemalige Hauptwache der österreichischen Wachgarnison. Sie wurde 1733 vom Zimmermeister Johann Martin Vonderlew errichtet. Ab 1830 wurde die Wache zivil genutzt, zuerst war sie zwischen 1879 und 1883 die Poliklinik, danach 1888 wurde das Obergeschoss vom Freiburger Kunstverein genutzt. Später wurden dann die unteren Räume für den Markt am Münsterplatz als öffentliche Toilette genutzt. 1996/97 wurde die Alte Wache auf Beschluss des Stadtrates in ihrer ursprünglichen räumlichen Struktur wiederhergestellt und seit Juni 1997 ist dort das „Haus der Badischen Weine“ untergebracht. | Kulturdenkmal gem. § 12 DSchG (Gebäude)        | 459  |
|      | ⊙ Münsterplatz 40                            | Wohnhaus mit Archivanbau | Kulturdenkmal gem. § 12 DSchG (Gebäude)        | 460  |
|      | ⊙ Münsterplatz 42                            | Wohnhaus | Kulturdenkmal gem. § 12 DSchG (Gebäude)        | 461  |
|      | Münsterstraße 2                              | Wohn- und Geschäftshaus |                                                | 462  |
|      | ⊙ Münsterstraße 4                            | Wohn- und Geschäftshaus |                                                | 463  |
|      | ⊙ Münsterstraße 6                            | Wohn- und Geschäftshaus |                                                | 463  |
|      | Münzgasse 1                                  | Keller des Ehem. Hauses zum gelben Sternen | Kulturdenkmal gem. § 2 DSchG (Bauteil/Objekt)  | 464  |
|      | ⊙ Münzgasse 03, Konviktstraße 08             | Gasthaus, Gasthaus zur Wolfshöhle | Kulturdenkmal gem. § 2 DSchG (Gebäude)         | 465  |

## N
| Bild | Adresse\|                  | Objekt                                              | Schutzstatus                                  | #   |
| ---- | -------------------------- | --------------------------------------------------- | --------------------------------------------- | --- |
|      | Niemensstraße 3 Keller des | Ehem. Haus zum Backofen                             | Kulturdenkmal gem. § 2 DSchG (Bauteil/Objekt) | 466 |
|      | ⊙ Niemensstraße 4          | Wohn- und Geschäftshaus, Haus zum Drescher          | Kulturdenkmal gem. § 2 DSchG (Gebäude)        | 467 |
|      | Niemensstraße 5            | Wohn- und Geschäftshaus                             |                                               | 468 |
|      | ⊙ Niemensstraße 6          | Wohn- und Geschäftshaus, Haus zum hinteren Storchen | Kulturdenkmal gem. § 2 DSchG (Gebäude)        | 469 |
|      | ⊙ Niemensstraße 8          | Wohn- und Geschäftshaus, Haus zum Löwenkönig        | Kulturdenkmal gem. § 2 DSchG (Gebäude)        | 470 |
|      | ⊙ Niemensstraße 10         | Peterhof, heute Universitätsgebäude                 | Kulturdenkmal gem. § 2 DSchG (Gebäude)        | 471 |

## O
| Bild | Adresse\|                                                   | Objekt | Schutzstatus                                   | #   |
| ---- | ----------------------------------------------------------- | --- | ---------------------------------------------- | --- |
|      | ⊙ Oberlinden 1 (vor)                                        | Brunnen, Oberlinden Brunnen Der Brunnen ist bereits auf dem Brunnenplan von 1535 verzeichnet, und es ist nachgewiesen, dass seit dem 16. Jahrhundert eine Linde daneben stand. Die starb im 18. Jahrhundert ab und es wurde 1729 an derselben Stelle eine neue gepflanzt. Der Brunnentrog und der Brunnenstock wurden 1862 ersetzt. Während des Zweiten Weltkriegs wurde der Brunnen schwer beschädigt und wurde ersetzt. Durchgeführt wurden die Arbeiten von der Firma Urs Bargezi die Jurakalk anstelle von Sandstein benutzt hat. | Kulturdenkmal gem. § 2 DSchG (Bauteil/Objekt)  | 472 |
|      | ⊙ Oberlinden 1                                              | Wohn- und Geschäftshaus, Haus zum grünen Werd | Kulturdenkmal gem. § 12 DSchG (Gebäude)        | 473 |
|      | ⊙ Oberlinden 2                                              | Wohn- und Geschäftshaus, Haus zum alten Kameltier | Kulturdenkmal gem. § 12 DSchG (Sachgesamtheit) | 474 |
|      | ⊙ Oberlinden 3                                              | Wohn- und Geschäftshaus, Haus zur Nachthaube | Kulturdenkmal gem. § 2 DSchG (Sachgesamtheit)  | 475 |
|      | ⊙ Oberlinden 4                                              | Wohn- und Geschäftshaus, Haus zum Stechpalmen | Kulturdenkmal gem. § 2 DSchG (Sachgesamtheit)  | 476 |
|      | ⊙ Oberlinden 5                                              | Keller des Hauses zum Löffelkorb | Kulturdenkmal gem. § 2 DSchG (Bauteil/Objekt)  | 477 |
|      | ⊙ Oberlinden 6                                              | Wohn- und Geschäftshaus, Haus zum Hafenberg | Kulturdenkmal gem. § 2 DSchG (Sachgesamtheit)  | 478 |
|      | ⊙ Oberlinden 7                                              | Wohn- und Geschäftshaus, Haus zum Sättelin |                                                | 479 |
|      | ⊙ Oberlinden 8                                              | Wohn- und Geschäftshaus, Haus zum Klingelhut | Kulturdenkmal gem. § 2 DSchG (Sachgesamtheit)  | 480 |
|      | ⊙ Oberlinden 9                                              | Wohn- und Geschäftshaus, Haus zu der Obern Linden |                                                | 481 |
|      | ⊙ Oberlinden 10                                             | Wohn- und Geschäftshaus, Haus zum Ritter St. Georg | Kulturdenkmal gem. § 2 DSchG (Sachgesamtheit)  | 482 |
|      | ⊙ Oberlinden 11                                             | Wohn- und Geschäftshaus, Haus zur kalten Schmiede | Kulturdenkmal gem. § 2 DSchG (Sachgesamtheit)  | 483 |
|      | ⊙ Oberlinden 12                                             | Gasthaus, Haus zum roten Bären mit Stadtmauer | Kulturdenkmal gem. § 12 DSchG (Gebäude)        | 484 |
|      | ⊙ Oberlinden 13                                             | Wohn- und Geschäftshaus, Haus zum Maien | Kulturdenkmal gem. § 2 DSchG (Sachgesamtheit)  | 485 |
|      | ⊙ Oberlinden 14                                             | Wohn- und Geschäftshaus, Haus zum Straußen | Kulturdenkmal gem. § 2 DSchG (Sachgesamtheit)  | 486 |
|      | ⊙ Oberlinden 15                                             | Wohn- und Geschäftshaus, Haus zur Megde |                                                | 487 |
|      | ⊙ Oberlinden 16                                             | Wohn- und Geschäftshaus, Haus zum Blaufuß | Kulturdenkmal gem. § 2 DSchG (Sachgesamtheit)  | 488 |
|      | Oberlinden 17, Konviktstraße 20                             | Wohn- und Geschäftshaus, Haus zum schwarzen Rad | Kulturdenkmal gem. § 2 DSchG (Sachgesamtheit)  | 489 |
|      | Oberlinden 17, Konviktstraße 20                             | Wohn- und Geschäftshaus, Haus zum schwarzen Rad | Kulturdenkmal gem. § 2 DSchG (Sachgesamtheit)  | 490 |
|      | ⊙ Oberlinden 18                                             | Wohnhaus mit Laden, Haus zum roten Stiefel | Kulturdenkmal gem. § 2 DSchG (Sachgesamtheit)  | 491 |
|      | ⊙ Oberlinden 19, Konviktstraße 22                           | Wohn- und Geschäftshaus, Haus zum alten Löwen | Kulturdenkmal gem. § 2 DSchG (Sachgesamtheit)  | 492 |
|      | Oberlinden 19, Konviktstraße 22                             | Wohn- und Geschäftshaus, Haus zum alten Löwen | Kulturdenkmal gem. § 2 DSchG (Sachgesamtheit)  | 493 |
|      | ⊙ Oberlinden 20                                             | Wohn- und Geschäftshaus, Haus zum kleinen Salmen | Kulturdenkmal gem. § 2 DSchG (Sachgesamtheit)  | 494 |
|      | ⊙ Oberlinden 21                                             | Wohn- und Geschäftshaus, Haus zum Hufeisen | Kulturdenkmal gem. § 2 DSchG (Sachgesamtheit)  | 495 |
|      | ⊙ Oberlinden 22                                             | Wohn- und Geschäftshaus, Haus zum Salmen | Kulturdenkmal gem. § 2 DSchG (Sachgesamtheit)  | 496 |
|      | ⊙ Oberlinden 23                                             | Gasthaus, Haus zur blauen Säge, Gasthaus Schwabentörle | Kulturdenkmal gem. § 12 DSchG (Gebäude)        | 497 |
|      | ⊙ Oberlinden 25, Schlossbergring 02 Architekt: Carl Schäfer | Wohn- und Geschäftshaus | Kulturdenkmal gem. § 2 DSchG (Gebäude)         | 498 |

## P
| Bild | Adresse\|                                      | Objekt                                                                                          | Schutzstatus                            | #    |
| ---- | ---------------------------------------------- | ----------------------------------------------------------------------------------------------- | --------------------------------------- | ---- |
|      | ⊙ Platz der Alten Synagoge 1, Bertoldstraße 28 | Uni-Kollegiengebäude II Architekt: Otto Ernst Schweizer                                         | Kulturdenkmal gem. § 2 DSchG (Gebäude)  | 499  |
|      | ⊙ Platz der Alten Synagoge                     | Synagogenbrunnen am Platz und in Form der alten Synagoge                                        | Kulturdenkmal gem. § 2 DSchG (Gebäude)  | 499a |
|      | ⊙ Platz der Alten Synagoge                     | Die Liegende, eine der Reclining Figurs: von Henry Moore (LH 299, Universität Freiburg)         | Kulturdenkmal gem. § 2 DSchG (Gebäude)  | 499b |
|      | ⊙ Platz der Alten Synagoge                     | Rotteckdenkmal, inzwischen verlegt                                                              |                                         | 499c |
|      | ⊙ Platz der Universität 2                      | Universitätsbibliothek Gebäude von 2015                                                         |                                         | 499d |
|      | ⊙ Platz der Universität 3                      | Uni-Kollegiengebäude I mit Kanaleinfassung u. a. Architekten: Friedrich Ratzel, Hermann Billing | Kulturdenkmal gem. § 12 DSchG (Gebäude) | 500  |
|      | ⊙ Platz der Universität                        | Denkmal für die Toten der 2 Weltkriege am KG I                                                  | Kulturdenkmal gem. § 12 DSchG (Gebäude) | 500a |
|      | ⊙ Platz der Universität                        | Stele 1 am KG I                                                                                 | Kulturdenkmal gem. § 12 DSchG (Gebäude) | 500b |
|      | ⊙ Platz der Universität                        | Stele 2 am KG I                                                                                 | Kulturdenkmal gem. § 12 DSchG (Gebäude) | 500c |
|      | ⊙ Platz der Universität 3                      | Uni-Kollegiengebäude III Architekt: Carl Anton Meckel                                           |                                         | 501  |
|      | ⊙ Poststraße 2                                 | Wohnhaus Architekt: Hermann Schupp                                                              | Kulturdenkmal gem. § 2 DSchG (Gebäude)  | 502  |
|      | ⊙ Poststraße 3                                 | Wohnhaus                                                                                        | Kulturdenkmal gem. § 2 DSchG (Gebäude)  | 503  |
|      | Poststraße 4                                   | Wohnhaus, heute Hotel Architekt: Carl Anton Meckel                                              | Kulturdenkmal gem. § 2 DSchG (Gebäude)  |      |
|      | ⊙ Poststraße 5                                 | Wohnhaus Architekt: Carl Anton Meckel                                                           | Kulturdenkmal gem. § 2 DSchG (Gebäude)  | 505  |
|      | Poststraße 6                                   | Wohnhaus Architekten: Kiesel und Zähringer                                                      | Kulturdenkmal gem. § 2 DSchG (Gebäude)  | 506  |
|      | Poststraße 7                                   | Wohnhaus Architekt: Carl Anton Meckel                                                           | Kulturdenkmal gem. § 2 DSchG (Gebäude)  | 507  |
|      | Poststraße 8                                   | Wohnhaus, heute Hotel Architekt: Max Meckel und Carl Anton Meckel                               | Kulturdenkmal gem. § 2 DSchG (Gebäude)  | 508  |
|      | Poststraße 9                                   | Wohnhaus Architekt: Max Meckel und Carl Anton Meckel                                            | Kulturdenkmal gem. § 2 DSchG (Gebäude)  | 509  |

## R
| Bild | Adresse\|                                                 | Objekt | Schutzstatus                                   | #    |
| ---- | --------------------------------------------------------- | --- | ---------------------------------------------- | ---- |
|      | Rathausgasse 2                                            | Wohn- und Geschäftshaus, Haus zum Grät Architekt: Erwin Brütsch | Kulturdenkmal gem. § 2 DSchG (Gebäude)         | 510  |
|      | ⊙ Rathausgasse 3, Rathausplatz 5                          | Wohn- und Geschäftshaus, Ehem. Pfarrhaus. | Kulturdenkmal gem. § 12 DSchG (Gebäude)        | 511  |
|      | Rathausgasse 4, 6 und Bertoldstraße 3                     | Keller und Fassade, Ehem. Burse, heute Bursengalerie | Kulturdenkmal gem. § 2 DSchG (Bauteil/Objekt)  | 512  |
|      | Rathausgasse 5                                            | Wohn- und Geschäftshaus, Haus zum Haünstein | Kulturdenkmal gem. § 2 DSchG (Gebäude)         | 513  |
|      | Rathausgasse 7                                            | Wohn- und Geschäftshaus, Haus zum Kiel | Kulturdenkmal gem. § 2 DSchG (Gebäude)         | 514  |
|      | Rathausgasse 10                                           | Keller des Hauses zum Kiel | Kulturdenkmal gem. § 2 DSchG (Bauteil/Objekt)  | 515  |
|      | Rathausgasse 11                                           | Wohn- und Geschäftshaus, Haus zur Trotte | Kulturdenkmal gem. § 2 DSchG (Gebäude)         | 516  |
|      | Rathausgasse 12                                           | Wohn- und Geschäftshaus, Haus zum Rosenschild | Kulturdenkmal gem. § 2 DSchG (Gebäude)         | 517  |
|      | Rathausgasse 13, Turmstraße 10                            | Wohn- und Geschäftshaus, Haus zum Ochsenkopf | Kulturdenkmal gem. § 2 DSchG (Sachgesamtheit)  | 518  |
|      | Rathausgasse 13, Turmstraße 10                            | Wohn- und Geschäftshaus, Haus zum Ochsenkopf | Kulturdenkmal gem. § 2 DSchG (Sachgesamtheit)  | 519  |
|      | Rathausgasse 14                                           | Keller des Hauses zum Finken |                                                | 520  |
|      | Rathausgasse 15, Turmstraße 12                            | Wohn- und Geschäftshaus, Haus Unser Frauen Berg | Kulturdenkmal gem. § 12 DSchG (Sachgesamtheit) | 521  |
|      | Rathausgasse 15, Turmstraße 12                            | Haus zu Unser Frauen Berg, Rückgebäude | Kulturdenkmal gem. § 12 DSchG (Sachgesamtheit) | 522  |
|      | Rathausgasse 18                                           | Wohnhaus | Kulturdenkmal gem. § 2 DSchG (Gebäude)         | 523  |
|      | Rathausgasse 20                                           | Wohn- und Geschäftshaus, Haus zum geharnischten Mann | Kulturdenkmal gem. § 2 DSchG (Gebäude)         | 524  |
|      | Rathausgasse 21                                           | Wohn- und Geschäftshaus, Haus zur Hand | Kulturdenkmal gem. § 2 DSchG (Gebäude)         | 525  |
|      | Rathausgasse 23, Turmstraße 18a                           | Wohn- und Geschäftshaus, Haus zum Karst/zum Gipfel | Kulturdenkmal gem. § 2 DSchG (Sachgesamtheit)  | 526  |
|      | Rathausgasse 23, Turmstraße 18a                           | Wohnhaus, Haus zum Karst bzw. zum Gipfel | Kulturdenkmal gem. § 2 DSchG (Sachgesamtheit)  | 527  |
|      | ⊙ Rathausgasse 24                                         | Wohn- und Geschäftshaus/Zur Fenchelstaude/zur Waldaxt | Kulturdenkmal gem. § 2 DSchG (Gebäude)         | 528  |
|      | Rathausgasse 25, Turmstraße 20                            | Wohn- und Geschäftshaus, Haus zum Schifflein | Kulturdenkmal gem. § 2 DSchG (Sachgesamtheit)  | 529  |
|      | Rathausgasse 25, Turmstraße 20                            | Wohn- und Geschäftshaus, Haus zum Schifflein | Kulturdenkmal gem. § 2 DSchG (Sachgesamtheit)  | 530  |
|      | ⊙ Rathausgasse 26                                         | Wohn- und Geschäftshaus, Haus zur schwarzen Armbrust | Kulturdenkmal gem. § 2 DSchG (Gebäude)         | 531  |
|      | ⊙ Rathausgasse 27, Turmstraße 22                          | Gasthaus, Haus zum roten Schleifstein, Kleiner Meyerhof | Kulturdenkmal gem. § 2 DSchG (Sachgesamtheit)  | 532  |
|      | ⊙ Rathausgasse 28                                         | Wohn- und Geschäftshaus, Haus zum goldenen Sporen | Kulturdenkmal gem. § 2 DSchG (Sachgesamtheit)  | 533  |
|      | ⊙ Rathausgasse 30                                         | Wohn- und Geschäftshaus, Haus zum Biber | Kulturdenkmal gem. § 2 DSchG (Gebäude)         | 534  |
|      | Rathausgasse 32                                           | Wohn- und Geschäftsh., Haus zum schw. Pfahl/zur Granaten | Kulturdenkmal gem. § 2 DSchG (Gebäude)         | 535  |
|      | ⊙ Rathausgasse 33, Rotteckring 14                         | Geschäftshaus, sog. Rotteckhaus, 1936 als Städt. Verkehrsamt erbaut | Kulturdenkmal gem. § 2 DSchG (Gebäude)         | 536  |
|      | ⊙ Rathausgasse 34                                         | Wohn- und Geschäftshaus, Haus zum schwarzen Helm | Kulturdenkmal gem. § 2 DSchG (Gebäude)         | 537  |
|      | ⊙ Rathausgasse 36                                         | Wohn- und Geschäftshaus, Haus zum blauen Sperber | Kulturdenkmal gem. § 2 DSchG (Sachgesamtheit)  | 538  |
|      | ⊙ Rathausgasse 38                                         | Wohn- und Geschäftshaus, Haus zum blauen Sperber | Kulturdenkmal gem. § 2 DSchG (Sachgesamtheit)  | 538a |
|      | ⊙ Rathausgasse 40                                         | Wohn- und Geschäftsgebäude |                                                | 539  |
|      | ⊙ Rathausgasse 42                                         | Wohn- und Geschäftshaus, Haus zum geilen Fisch | Kulturdenkmal gem. § 2 DSchG (Sachgesamtheit)  | 540  |
|      | ⊙ Rathausgasse 44                                         | Wohn- und Geschäftshaus, Haus zum Fisch | Kulturdenkmal gem. § 2 DSchG (Sachgesamtheit)  | 541  |
|      | ⊙ Rathausgasse 46                                         | Fassade |                                                | 542  |
|      | ⊙ Rathausgasse 48                                         | Fassade |                                                | 542a |
|      | ⊙ Rathausgasse 50                                         | Fassade |                                                | 542b |
|      | ⊙ Rathausplatz                                            | Brunnen mit Denkmal für Bertold Schwarz | Kulturdenkmal gem. § 2 DSchG (Bauteil/Objekt)  | 543  |
|      | ⊙ Rathausplatz 1, 3, Rathausgasse 3                       | Pfarrkirche St. Martin mit Ehem. Klostergebäuden | Kulturdenkmal gem. § 12 DSchG (Sachgesamtheit) | 544  |
|      | ⊙ Rathausplatz 5                                          | Ehem. Franziskanerklosterkirche | Kulturdenkmal gem. § 12 DSchG (Sachgesamtheit) | 545  |
|      | ⊙ Rathausplatz 2                                          | Altes Rathaus | Kulturdenkmal gem. § 12 DSchG (Sachgesamtheit) | 546  |
|      | ⊙ Rathausplatz 02, Gauchstraße 12                         | Gerichtslaube | Kulturdenkmal gem. § 12 DSchG (Sachgesamtheit) | 546a |
|      | ⊙ Rathausplatz 4 Architekten: Max Meckel und Carl Schäfer | Neues Rathaus mit wandfester Ausstattung | Kulturdenkmal gem. § 12 DSchG (Gebäude)        | 547  |
|      | ⊙ Rempartstraße 2                                         | Wohn- und Geschäftshaus | Kulturdenkmal gem. § 2 DSchG (Bauteil/Objekt)  | 548  |
|      | ⊙ Rempartstraße 4                                         | Breisacher Tor | Kulturdenkmal gem. § 2 DSchG (Bauteil/Objekt)  | 548a |
|      | ⊙ Rempartstraße 10                                        | Keller | Kulturdenkmal gem. § 2 DSchG (Bauteil/Objekt)  | 54b  |
|      | ⊙ Rempartstr. 15                                          | Uni-Kollegiengebäude IV, Alte Universitätsbibliothek Architekt: Carl Schäfer | Kulturdenkmal gem. § 2 DSchG (Gebäude)         | 549  |
|      | ⊙ Rempartstraße 18                                        | Mensa I Architekten: Walter Müller, Günther Hornschuh | Kulturdenkmal gem. § 2 DSchG (Gebäude)         | 550  |
|      | ⊙ Rempartstraße 18                                        | Park und Wasserfall | Kulturdenkmal gem. § 2 DSchG (Gebäude)         | 551  |
|      | ⊙ Rosastraße 2                                            | Wohnhaus | Kulturdenkmal gem. § 2 DSchG (Gebäude)         | 551A |
|      | Rosastraße 16 Architekt: Friedrich Ploch                  | Wohnhaus | Kulturdenkmal gem. § 2 DSchG (Gebäude)         | 553  |
|      | Rosastraße 19                                             | Wohn- und Bürogebäude |                                                | 554  |
|      | Rosastraße 21 Architekt: Josef Ruh                        | Wohnhaus | Kulturdenkmal gem. § 2 DSchG (Gebäude)         | 555  |
|      | ⊙ Rotteckring 3                                           | Gebäude Deutsche Bank |                                                | 555a |
|      | ⊙ Rotteckring 5, Rosastraße 2                             | Colombischlössle Architekt: Georg Jakob Schneider | Kulturdenkmal gem. § 12 DSchG (Sachgesamtheit) | 552b |
|      | ⊙ Rotteckring 12, Rathausgasse 48, 50                     | Ehemaliges Kloster St. Ursula, heute Schule, Geschäftshaus Architekt: Johann Baptist Heintze | Kulturdenkmal gem. § 12 DSchG (Sachgesamtheit) | 556  |
|      | ⊙ Rotteckring 14                                          | Städtisches Verkehrsamt, Geschäftshaus Architekt: Joseph Schlippe 1935/26. Das Sterbehaus Karl von Rotteck wurde in den Bau mit einbezogen | Kulturdenkmal gem. § 12 DSchG (Sachgesamtheit) | 556  |
|      | ⊙ Rotteckring 12 (bei)                                    | Sog. Raufbubenbrunnen. Der ehemalige Leiter der Freiburger Gas- und Wasserwerke Walter Schnell stifte diesen Brunnen, da die Verwaltung bis zum Jahre 1980 im Gebäude des Schwarzen Klosters war. Der Brunnentrog und die Säule sind aus Kalkstein die im Jugendstil gegossenen raufenden Buben wurden vom Bildhauer Wilhelm Merten (1879–1952) geschaffen.              | Kulturdenkmal gem. § 2 DSchG (Bauteil/Objekt)  | 557  |
|      | ⊙ Rotteckring 12 (bei)                                    | Das Mahnmal für die Opfer das Naziregimes von Walter Schelenz, 1975, Bronze, 370×160×135 cm |                                                | 558  |
|      | ⊙ Rotteckring 16 (bei)                                    | Brunnen, Flecklehäs-Brunnen Der Brunnen ist der älteste der fünf Narrenbrunnen Freiburgs. Der Brunnentrog ist aus dem Jahre 1884. Der Brunnen wurde beim Besuch des Großherzogspaars Hilda und Friedrich II. von Baden als Weinbrunen genutzt. Die von Franz Spiegelhalter geschaffene Narrenfigur wurde der Stadt von der Zunft der Fasnetrufer im Jahr 1961 geschenkt. | Kulturdenkmal gem. § 2 DSchG (Bauteil/Objekt)  | 559  |

## S
| Bild | Adresse\|                                        | Objekt                                                                   | Schutzstatus                                   | #    |
| ---- | ------------------------------------------------ | ------------------------------------------------------------------------ | ---------------------------------------------- | ---- |
|      | ⊙ Salzstraße 1                                   | Wohn- und Geschäftshaus, Haus zum wilden Mann Architekt: Gregor Schröder | Kulturdenkmal gem. § 2 DSchG (Gebäude)         | 560  |
|      | ⊙ Salzstraße 2 - 4                               | Wohn- und Geschäftshaus                                                  |                                                | 560a |
|      | ⊙ Salzstraße 3                                   | Wohn- und Geschäftshaus Architekt: Arthur Vonderstrass                   | Kulturdenkmal gem. § 2 DSchG (Gebäude)         | 561  |
|      | ⊙ Salzstraße 5                                   | Wohn- und Geschäftshaus                                                  |                                                | 562  |
|      | ⊙ Salzstraße 6                                   | Geschäftsgebäude, Handel                                                 |                                                | 562a |
|      | ⊙ Salzstraße 8-10                                | Geschäftsgebäude, Handel, Haus zum rothen Hahnen                         |                                                | 563a |
|      | ⊙ Salzstraße 9                                   | Geschäftsgebäude, Handel                                                 |                                                | 563  |
|      | ⊙ Salzstraße 11                                  | Wohn- und Geschäftsgebäude, Café, Bäckerei                               |                                                | 564  |
|      | ⊙Salzstraße 17                                   | Fassade des Ehem. Sickingen Palais                                       | Kulturdenkmal gem. § 12 DSchG (Bauteil/Objekt) | 565  |
|      | ⊙ Salzstraße 18                                  | Wohnhaus, Haus zum Herzog, heute Stadtarchiv                             | Kulturdenkmal gem. § 12 DSchG (Gebäude)        | 566  |
|      | ⊙ Salzstraße 20, Grünwälderstraße 17             | Wohn- und Geschäftshaus, Haus zum roten Basler Stab                      | Kulturdenkmal gem. § 2 DSchG (Sachgesamtheit)  | 567  |
|      | ⊙ Salzstraße 22, Grünwälderstraße 19             | Wohn- und Geschäftshaus, Haus zum blauen Storchen                        | Kulturdenkmal gem. § 2 DSchG (Sachgesamtheit)  | 568  |
|      | ⊙ Salzstraße 23                                  | Wohnhaus mit Laden                                                       |                                                | 569  |
|      | ⊙ Salzstraße 24                                  | Wohn- und Geschäftshaus, Haus zum Ehrstein                               | Kulturdenkmal gem. § 12 DSchG (Sachgesamtheit) | 570  |
|      | ⊙ Salzstraße 25, 27                              | Keller                                                                   | Kulturdenkmal gem. § 2 DSchG (Bauteil/Objekt)  | 571  |
|      | Salzstraße 26, Grünwälderstraße 23               | Wohn- und Geschäftshaus, Haus zur Küchlinsburg                           | Kulturdenkmal gem. § 2 DSchG (Sachgesamtheit)  | 572  |
|      | ⊙ Salzstraße 28, 30                              | Fassade Deutschordenkommende                                             | Kulturdenkmal gem. § 12 DSchG (Gebäude)        | 573  |
|      | ⊙ Salzstraße 29                                  | Wohn- und Geschäftshaus, Haus zur kalten Luft                            | Kulturdenkmal gem. § 2 DSchG (Sachgesamtheit)  | 574  |
|      | Salzstraße 29                                    | Wohn- und Geschäftshaus, Haus zur kalten Luft                            | Kulturdenkmal gem. § 2 DSchG (Sachgesamtheit)  | 575  |
|      | ⊙ Salzstraße 31, Augustinergasse 2               | Wohn- und Geschäftshaus, Haus zum Wetzstein                              | Kulturdenkmal gem. § 2 DSchG (Sachgesamtheit)  | 576  |
|      | ⊙ Salzstraße 33                                  | Wohn- und Geschäftshaus, Haus zum Kompass                                | Kulturdenkmal gem. § 2 DSchG (Sachgesamtheit)  | 577  |
|      | ⊙ Salzstraße 34                                  | Info-Center Augustinermuseum, Haus zum (kl.) Kameltier                   | Kulturdenkmal gem. § 2 DSchG (Sachgesamtheit)  | 578  |
|      | ⊙ Salzstraße 35                                  | Wohn- und Geschäftshaus, Haus zum weißen Strauß                          | Kulturdenkmal gem. § 2 DSchG (Sachgesamtheit)  | 579  |
|      | ⊙ Salzstraße 37, 39                              | Wohn- und Geschäftshaus, u. a. Haus zur blauen Lilie                     | Kulturdenkmal gem. § 2 DSchG (Gebäude)         | 580  |
|      | ⊙ Salzstraße 41                                  | Wohn- und Geschäftshaus, u. a. Haus zur Leiter                           | Kulturdenkmal gem. § 2 DSchG (Gebäude)         | 581  |
|      | ⊙ Salzstraße 43                                  | Wohn- und Geschäftshaus, u. a. Haus zur kleinen Leiter                   | Kulturdenkmal gem. § 2 DSchG (Gebäude)         | 581a |
|      | ⊙ Salzstraße 45                                  | Wohn- und Geschäftshaus, Haus zum Marstall                               | Kulturdenkmal gem. § 2 DSchG (Sachgesamtheit)  | 582  |
|      | ⊙ Salzstraße 47                                  | Wohn- und Geschäftshaus, Haus z. kleinen roten Ochsen                    | Kulturdenkmal gem. § 2 DSchG (Gebäude)         | 583  |
|      | ⊙ Salzstraße 49, Herrenstraße 60, 62             | St. Antoni-Haus, Ehem. Kloster mit Kapelle                               | Kulturdenkmal gem. § 12 DSchG (Sachgesamtheit) | 584  |
|      | ⊙ Salzstraße 51, Herrenstraße 60, 62             | St. Antoni-Haus, Ehem. Kloster mit Kapelle                               | Kulturdenkmal gem. § 12 DSchG (Sachgesamtheit) | 585  |
|      | ⊙ Schlossbergring 2 (bei)                        | Stadttor, Schwabentor                                                    | Kulturdenkmal gem. § 12 DSchG (Gebäude)        | 586  |
|      | ⊙ Schlossbergring 6                              | Wohnhaus                                                                 |                                                | 586a |
|      | ⊙ Schlossbergring 6b                             | Wohnhaus                                                                 |                                                | 586b |
|      | ⊙ Schlossbergring 8                              | Wohnhaus                                                                 |                                                | 586c |
|      | ⊙ Schlossbergring 8a                             | Wohnhaus                                                                 |                                                | 586d |
|      | ⊙ Schlossbergring 10                             | Wohnhaus                                                                 | Kulturdenkmal gem. § 12 DSchG (Gebäude)        | 586e |
|      | ⊙ Schlossbergring 12                             | Wohnhaus                                                                 |                                                | 586f |
|      | Schlossbergring 30                               | Wohnhaus                                                                 |                                                | 587  |
|      | ⊙ Schoferstraße 04                               | Neue Münsterbauhütte                                                     | Kulturdenkmal gem. § 2 DSchG (Sachgesamtheit)  | 588  |
|      | Schreiberstraße                                  | Brunnen                                                                  | Kulturdenkmal gem. § 2 DSchG (Bauteil/Objekt)  | 589  |
|      | Schreiberstraße 6                                | Wohnhaus                                                                 | Kulturdenkmal gem. § 2 DSchG (Gebäude)         | 590  |
|      | Schreiberstraße 10                               | Wohnhaus                                                                 | Kulturdenkmal gem. § 2 DSchG (Gebäude)         | 591  |
|      | Schreiberstraße 8                                | Wohnhaus                                                                 | Kulturdenkmal gem. § 2 DSchG (Gebäude)         | 592  |
|      | Schusterstraße 1 Architekt: Hugo Hauber          | Wohn- und Geschäftshaus                                                  | Kulturdenkmal gem. § 2 DSchG (Gebäude)         | 593  |
|      | Schusterstraße 3                                 | Wohn- und Geschäftshaus                                                  |                                                | 594  |
|      | Schusterstraße 5                                 | Wohn- und Geschäftshaus                                                  |                                                | 595  |
|      | Schusterstraße 11                                | Hotel, Ehem. Marstall des Großherzogl. Palais                            | Kulturdenkmal gem. § 2 DSchG (Gebäude)         | 596  |
|      | Schusterstraße 13                                | Wohnhaus mit Laden, Haus zum Nepper bzw. zum Bohrer                      | Kulturdenkmal gem. § 2 DSchG (Gebäude)         | 597  |
|      | Schusterstraße 15                                | Wohn- und Geschäftshaus, Haus zum Glücksrad/zur Sense                    | Kulturdenkmal gem. § 2 DSchG (Gebäude)         | 598  |
|      | Schusterstraße 17                                | Wohn- und Geschäftshaus, Haus zum Rappen                                 | Kulturdenkmal gem. § 2 DSchG (Gebäude)         | 599  |
|      | Schusterstraße 23                                | Wohn- und Geschäftshaus, Haus zum hinteren Rohr                          | Kulturdenkmal gem. § 12 DSchG (Gebäude)        | 600  |
|      | Schusterstraße 27, Münsterplatz 32               | Wohn- und Geschäftshaus, Haus zum Löffelberg                             | Kulturdenkmal gem. § 12 DSchG (Sachgesamtheit) | 601  |
|      | Schusterstraße 29, Münsterplatz 34               | Wohn- und Geschäftshaus, Haus zum weißen Monen                           | Kulturdenkmal gem. § 12 DSchG (Gebäude)        | 602  |
|      | Schusterstraße 31                                | Wohn- und Geschäftshaus, Haus zur Nessel                                 | Kulturdenkmal gem. § 12 DSchG (Sachgesamtheit) | 603  |
|      | Schusterstraße 33                                | Wohnhaus und Laden / zu den drei goldenen Schwanen                       | Kulturdenkmal gem. § 12 DSchG (Sachgesamtheit) | 604  |
|      | Schusterstraße 34                                | Wohn- und Geschäftshaus, Haus zum Eckart                                 | Kulturdenkmal gem. § 2 DSchG (Gebäude)         | 605  |
|      | Schusterstraße 34a, 36                           | Wohn- und Geschäftshaus, Haus zur Rebe                                   | Kulturdenkmal gem. § 12 DSchG (Gebäude)        | 606  |
|      | Schusterstraße 35                                | Wohn- und Geschäftshaus, Haus zur kleinen Meise                          | Kulturdenkmal gem. § 12 DSchG (Gebäude)        | 607  |
|      | Schusterstraße 38                                | Wohn- und Geschäftshaus, Haus zum Angelberg                              | Kulturdenkmal gem. § 2 DSchG (Sachgesamtheit)  | 608  |
|      | Schusterstraße 40                                | Wohn- und Geschäftshaus, Haus zum Spihlhof                               | Kulturdenkmal gem. § 2 DSchG (Sachgesamtheit)  | 609  |
|      | Schusterstraße 42                                | Wohn- und Geschäftshaus, u. a. Haus zum Kesselberg                       | Kulturdenkmal gem. § 2 DSchG (Gebäude)         | 610  |
|      | Schusterstraße 44                                | Wohn- und Geschäftshaus, Haus zum Brombeerstrauch                        | Kulturdenkmal gem. § 2 DSchG (Sachgesamtheit)  | 611  |
|      | Schusterstraße 46                                | Wohn- und Geschäftshaus, Haus zum Greifen                                | Kulturdenkmal gem. § 2 DSchG (Gebäude)         | 612  |
|      | Schusterstraße 48                                | Wohn- und Geschäftshaus, Haus zum roten Rad                              | Kulturdenkmal gem. § 2 DSchG (Gebäude)         | 613  |
|      | Schusterstraße 50                                | Wohn- und Geschäftshaus                                                  |                                                | 614  |
|      | ⊙ Schwabentorplatz                               | Brunnen                                                                  | Kulturdenkmal gem. § 2 DSchG (Bauteil/Objekt)  | 615  |
|      | ⊙ Schwabentorplatz 6                             | Wohn- und Geschäftshaus                                                  | Kulturdenkmal gem. § 12 DSchG (Gebäude)        | 616  |
|      | ⊙Schwabentorplatz 7                              | Gasthaus zum Storchen                                                    |                                                | 617  |
|      | ⊙ Schwabentorring 1, 3                           | Wohn- und Geschäftshaus                                                  | Kulturdenkmal gem. § 2 DSchG (Gebäude)         | 618  |
|      | ⊙ Schwabentorring 5                              | Wohn- und Geschäftshaus                                                  | Kulturdenkmal gem. § 2 DSchG (Gebäude)         | 618a |
|      | ⊙ Schwabentorring 6                              | Wohn- und Geschäftshaus                                                  | Kulturdenkmal gem. § 2 DSchG (Gebäude)         | 619  |
|      | ⊙ Schwabentorring 7                              | Zur Brauerei Neumeyer                                                    | Kulturdenkmal gem. § 2 DSchG (Gebäude)         | 620  |
|      | ⊙ Schwabentorring 7                              | Wohn- und Geschäftshaus                                                  | Kulturdenkmal gem. § 2 DSchG (Gebäude)         | 621  |
|      | ⊙ Schwabentorring 10                             | Wohn- und Geschäftshaus                                                  | Kulturdenkmal gem. § 2 DSchG (Gebäude)         | 622  |
|      | Schwabentorring 8                                | Wohn- und Geschäftshaus                                                  |                                                | 623  |
|      | ⊙ Schwabentorring 12                             | Wohn- und Geschäftshaus Architekt: Friedrich Ploch                       | Kulturdenkmal gem. § 2 DSchG (Gebäude)         | 624  |
|      | Schwabentorring 12 (vor)                         | Brunnen                                                                  | Kulturdenkmal gem. § 2 DSchG (Bauteil/Objekt)  | 625  |
|      | Sedanstraße 9                                    | Wohnhaus mit Gaststätte                                                  | Kulturdenkmal gem. § 2 DSchG (Gebäude)         | 626  |
|      | Sedanstraße 10                                   | Wohn- und Geschäftshaus                                                  |                                                | 627  |
|      | Sedanstraße 11                                   | Wohnhaus                                                                 |                                                | 628  |
|      | Sedanstraße 13                                   | Wohnhaus                                                                 |                                                | 629  |
|      | Sedanstraße 15                                   | Wohnhaus Architekt: Hermann Wagner                                       | Kulturdenkmal gem. § 2 DSchG (Gebäude)         | 630  |
|      | Sedanstraße 17                                   | Wohnhaus                                                                 |                                                | 631  |
|      | Sedanstraße 19                                   | Wohnhaus                                                                 |                                                | 632  |
|      | Sedanstraße 20, 22                               | Wohnhaus, Wohnhaus mit Laden, Ehem. Bäckerei                             |                                                | 633  |
|      | Sedanstraße 24                                   | Wohnhaus                                                                 | Kulturdenkmal gem. § 2 DSchG (Gebäude)         | 634  |
|      | Sedanstraße 30                                   | Wohnhaus                                                                 |                                                | 635  |
|      | Sedanstraße 32, 34, Wilhelmstraße 40, 42, 44, 46 | Wohnhäuser mit Einfriedung                                               | Kulturdenkmal gem. § 2 DSchG (Gebäude)         | 636  |

## T
| Bild | Adresse\|                      | Objekt                                     | Schutzstatus                                   | #    |
| ---- | ------------------------------ | ------------------------------------------ | ---------------------------------------------- | ---- |
|      | ⊙ Gerichtslaube                | Gerichtslaube                              | Kulturdenkmal gem. § 12 DSchG (Sachgesamtheit) | 637  |
|      | ⊙ Turmstraße 4                 | Wohn- und Geschäftshaus                    | Kulturdenkmal gem. § 2 DSchG (Sachgesamtheit)  | 637a |
|      | ⊙ Turmstraße 6, Rathausgasse 9 | Wohn- und Geschäftshaus                    | Kulturdenkmal gem. § 2 DSchG (Sachgesamtheit)  | 637b |
|      | ⊙ Turmstraße 8                 | Wohnhaus, Haus zum Griebkuchen             | Kulturdenkmal gem. § 2 DSchG (Sachgesamtheit)  | 639  |
|      | ⊙ Turmstraße 10                | Wohnhaus                                   | Kulturdenkmal gem. § 2 DSchG (Sachgesamtheit)  | 639a |
|      | ⊙ Turmstraße 12                | Wohnhaus                                   | Kulturdenkmal gem. § 2 DSchG (Sachgesamtheit)  | 639b |
|      | ⊙ Turmstraße 14                | Wohnhaus, Haus zum grünen Jaspis           | Kulturdenkmal gem. § 12 DSchG (Gebäude)        | 640  |
|      | ⊙ Turmstraße 16                | Wohnhaus, Haus zum Iltis                   | Kulturdenkmal gem. § 2 DSchG (Sachgesamtheit)  | 640a |
|      | ⊙ Turmstraße 18, 18a           | Wohnhaus                                   | Kulturdenkmal gem. § 2 DSchG (Sachgesamtheit)  | 640b |
|      | ⊙ Turmstraße 20                | Wohnhaus                                   | Kulturdenkmal gem. § 2 DSchG (Sachgesamtheit)  | 640c |
|      | ⊙ Turmstraße 22                | Wirtschaft zum kleinen Meyerhof, Rückseite | Kulturdenkmal gem. § 2 DSchG (Sachgesamtheit)  | 640d |
|      | ⊙ Turmstraße 24 26             | Wohn- und Geschäftshaus                    |                                                | 640e |

## U
| Bild | Adresse\|                          | Objekt                                         | Schutzstatus                                  | #   |
| ---- | ---------------------------------- | ---------------------------------------------- | --------------------------------------------- | --- |
|      | ⊙ Universitätsstraße               | Keramik 1955 Julius Bissier                    | Kulturdenkmal gem. § 2 DSchG (Sachgesamtheit) | 641 |
|      | Universitätsstraße 6               | Wohn- und Geschäftshaus, Haus zum langen Spieß | Kulturdenkmal gem. § 2 DSchG (Sachgesamtheit) | 641 |
|      | Universitätsstraße 13              | Wohnhaus mit Laden, Haus zur Schelle           | Kulturdenkmal gem. § 2 DSchG (Gebäude)        | 642 |
|      | ⊙ Unterlinden Brunnen, Unterlinden | Brunnen                                        | Kulturdenkmal gem. § 2 DSchG (Bauteil/Objekt) | 643 |
|      | ⊙ Unterlinden 9 (bei)              | Bronzeplastik und Gedenktafel                  | Kulturdenkmal gem. § 2 DSchG (Bauteil/Objekt) | 644 |
|      | ⊙ Unterlinden 7                    | Wohnhaus mit Laden                             |                                               | 645 |

## W
| Bild | Adresse\|                                                   | Objekt                                                                                      | Schutzstatus                                   | #    |
| ---- | ----------------------------------------------------------- | ------------------------------------------------------------------------------------------- | ---------------------------------------------- | ---- |
|      | Wallstraße 1                                                | Villa                                                                                       | Kulturdenkmal gem. § 2 DSchG (Gebäude)         | 646  |
|      | ⊙ Wallstraße 2, Luisenstraße 1                              | Wohnhaus                                                                                    | Kulturdenkmal gem. § 2 DSchG (Gebäude)         | 647  |
|      | Wallstraße 3, 5                                             | Wohnhaus                                                                                    | Kulturdenkmal gem. § 2 DSchG (Gebäude)         | 648  |
|      | Wallstraße 4, 6                                             | Wohnhaus Architekten: Gebrüder Hegner                                                       | Kulturdenkmal gem. § 2 DSchG (Gebäude)         | 649  |
|      | Wallstraße 7                                                | Wohnhaus                                                                                    |                                                | 650  |
|      | Wallstraße 8                                                | Villa, heute Tibet Kailash Haus                                                             | Kulturdenkmal gem. § 2 DSchG (Gebäude)         | 651  |
|      | Wallstraße 9 und 11                                         | Wohnhaus                                                                                    | Kulturdenkmal gem. § 2 DSchG (Gebäude)         | 652  |
|      | Wallstraße 10                                               | Wohnhaus Architekt: Ludwig Mayer                                                            | Kulturdenkmal gem. § 2 DSchG (Gebäude)         | 653  |
|      | Wallstraße 12, Marienstraße 7a                              | Wohnhaus und Wirtschaftsgebäude Architekt: Ludwig Mayer                                     | Kulturdenkmal gem. § 2 DSchG (Sachgesamtheit)  | 654  |
|      | Wallstraße 12, Marienstraße 7a                              | Wohnhaus und Wirtschaftsgebäude                                                             | Kulturdenkmal gem. § 2 DSchG (Sachgesamtheit)  | 655  |
|      | Wallstraße 13                                               | Wohnhaus mit Nebengebäude, heute Kindergarten                                               |                                                | 656  |
|      | Wallstraße 14                                               | Wohnhaus                                                                                    | Kulturdenkmal gem. § 2 DSchG (Gebäude)         | 657  |
|      | ⊙ Wallstraße 20                                             | Wohnhaus Architekten: Hermann Billing, J. Mallebrein                                        | Kulturdenkmal gem. § 2 DSchG (Gebäude)         | 658  |
|      | ⊙ Wallstraße 22                                             | Wohnhaus                                                                                    | Kulturdenkmal gem. § 2 DSchG (Gebäude)         | 659  |
|      | ⊙ Wallstraße 24 und 26                                      | Wohnhaus                                                                                    | Kulturdenkmal gem. § 2 DSchG (Gebäude)         | 660  |
|      | Weberstraße 6, Friedrichring 12                             | Wohn- und Geschäftshaus                                                                     |                                                | 661  |
|      | Weberstraße 6, Friedrichring 12                             | Wohn- und Geschäftshaus                                                                     |                                                | 662  |
|      | ⊙ Weberstraße 8                                             | Wohn- und Geschäftshaus                                                                     |                                                | 662s |
|      | ⊙ Weberstraße 10 12, Friedrichring 16 18                    | Wohn- und Geschäftsgebäude                                                                  |                                                | 663  |
|      | ⊙ Weberstraße 24                                            | Wohn- und Geschäftsgebäude                                                                  |                                                | 663  |
|      | ⊙ Weberstraße 26, 28, Friedrichring 32, 34                  | Wohnhäuser mit Läden                                                                        |                                                | 664  |
|      | ⊙ Werthmannstraße 4                                         | Wohnhaus, heute Universitätsgebäude Architekten: Walther u. Jacobsen; Billing u. Mallebrein | Kulturdenkmal gem. § 2 DSchG (Gebäude)         | 665  |
|      | ⊙ Werthmannstraße 3-5                                       | Villa, heute Bürogebäude                                                                    |                                                | 666  |
|      | ⊙ Werthmannstraße 6                                         | Wohnhaus mit Rückgebäude, heute Universitätsgebäude Architekt: Wilhelm Mees                 | Kulturdenkmal gem. § 2 DSchG (Gebäude)         | 667  |
|      | ⊙ Werthmannstraße 7 - 9                                     | Wohnhaus                                                                                    | Kulturdenkmal gem. § 2 DSchG (Gebäude)         | 668  |
|      | ⊙ Werthmannstraße 8                                         | Wohnhaus und Rückgebäude, heute Universitätsgebäude                                         | Kulturdenkmal gem. § 2 DSchG (Gebäude)         | 669  |
|      | ⊙ Werthmannstraße 10, 12                                    | Doppelwohnhaus, Nr. 10 Universitätsgebäude                                                  | Kulturdenkmal gem. § 2 DSchG (Gebäude)         | 670  |
|      | Werthmannstraße 11                                          | Villa mit Nebengebäude, Garten und Einfriedung Architekt: Walther, Jacobsen & Co.           | Kulturdenkmal gem. § 12 DSchG (Sachgesamtheit) | 671  |
|      | ⊙ Werthmannstraße 14                                        | Villa                                                                                       | Kulturdenkmal gem. § 2 DSchG (Gebäude)         | 672  |
|      | ⊙ Werthmannstraße 16                                        | Villa, heute Universitätsgebäude                                                            | Kulturdenkmal gem. § 2 DSchG (Gebäude)         | 673  |
|      | Werthmannstraße 18                                          | Wohnhaus                                                                                    |                                                | 674  |
|      | Werthmannstraße 22, Wilhelmstraße 4 Architekt: Oskar Geiges | Wohnhaus mit Anbau                                                                          | Kulturdenkmal gem. § 2 DSchG (Gebäude)         | 675  |
|      | Werthmannstraße 22, Wilhelmstraße 04                        | Wohnhaus mit Anbau                                                                          | Kulturdenkmal gem. § 2 DSchG (Gebäude)         | 676  |
|      | Wilhelmstraße 6, 8                                          | Wohnhaus                                                                                    | Kulturdenkmal gem. § 2 DSchG (Gebäude)         | 677  |
|      | Wilhelmstraße 10                                            | Klinikgebäude, Privatklinik Prof. Hegar Architekt: Joseph Mallebrein                        | Kulturdenkmal gem. § 2 DSchG (Gebäude)         | 678  |
|      | Wilhelmstraße 11 und 13                                     | Wohnhäuser                                                                                  |                                                | 679  |
|      | Wilhelmstraße 12                                            | Wohnhaus                                                                                    | Kulturdenkmal gem. § 2 DSchG (Gebäude)         | 680  |
|      | Wilhelmstraße 14                                            | Wohnhaus                                                                                    |                                                | 681  |
|      | Wilhelmstraße 15                                            | Wohnhaus mit Laden                                                                          | Kulturdenkmal gem. § 2 DSchG (Gebäude)         | 682  |
|      | Wilhelmstraße 15 (zu)                                       | Rückgebäude                                                                                 |                                                | 683  |
|      | Wilhelmstraße 17a                                           | Villa Hepting mit Park                                                                      | Kulturdenkmal gem. § 2 DSchG (Gebäude)         | 684  |
|      | Wilhelmstraße 20                                            | Wohnhaus                                                                                    | Kulturdenkmal gem. § 2 DSchG (Gebäude)         | 685  |
| -    | Wilhelmstraße 20a                                           | Wohnhaus, Ehem. Bürogebäude Architekt: Josef Mallebrein                                     | Kulturdenkmal gem. § 2 DSchG (Gebäude)         | 686  |
|      | Wilhelmstraße 22, 24                                        | Wohn- und Geschäftshaus, Vorgarten und Grünfläche                                           | Kulturdenkmal gem. § 2 DSchG (Sachgesamtheit)  | 687  |
|      | Wilhelmstraße 22, 24                                        | Wohnhaus Architekt: Karl Lurk                                                               | Kulturdenkmal gem. § 2 DSchG (Sachgesamtheit)  | 688  |
|      | Wilhelmstraße 24 a                                          | Wohnhaus                                                                                    |                                                | 689  |
|      | Wilhelmstraße 26                                            | Hochschulgebäude                                                                            |                                                | 690  |
|      | Wilhelmstraße 26 (vor)                                      | Brunnen                                                                                     |                                                | 691  |
|      | Wilhelmstraße 28                                            | Wohnhaus                                                                                    |                                                | 692  |
|      | Wilhelmstraße 30, 32 und 34                                 | Wohnhaus                                                                                    | Kulturdenkmal gem. § 2 DSchG (Gebäude)         | 693  |
|      | Wilhelmstraße 38                                            | Wohn- und Bürogebäude                                                                       |                                                | 694  |